# 日本の峡谷・渓谷一覧
日本の峡谷・渓谷一覧（にほんのきょうこく・けいこくいちらん）。日本国内における峡谷･渓谷の一覧。

## 北海道

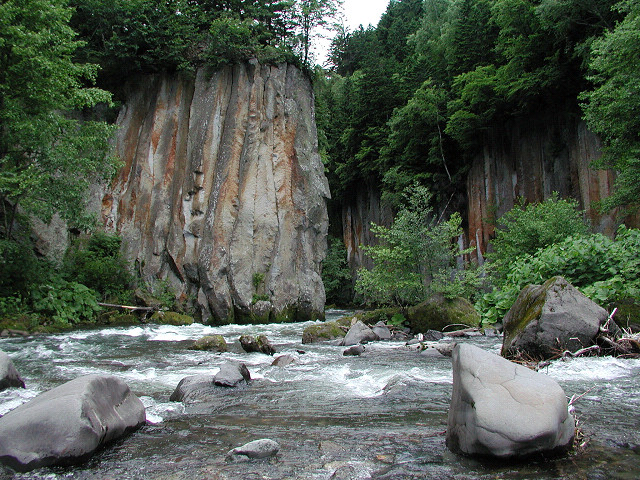
層雲峡（大函）

愛山渓　（あいざん-／上川町／ポンアンタロマ川／大雪山国立公園）
赤岩青巌峡　（あかいわせいがん-／占冠村／鵡川／）
朝日渓谷　（あさひ-／京極町／ペーペナイ川／）
岩清水渓谷　（いわしみず-／新冠町／新冠川／）
岩内仙峡　（いわないせん-／帯広市／岩内川／）
雲石峡　（うんせき-／八雲町／見市川／檜山道立自然公園）
恵庭渓谷　（えにわ-／恵庭市／漁川、ラルマナイ川／）
奥ニセコ渓谷　（おくにせこ-／蘭越町／新見の沢川／ニセコ積丹小樽海岸国定公園）
貝取澗渓谷　（かいとりま-／せたな町／貝取澗川／）
金山渓谷　（かなやま-／標津町／忠類川／）
釜の仙境　（かまのせんきょう／北斗市／戸切地川／）
神路渓谷　（かみじ-／音威子府村、中川町／天塩川／）
神居古潭　（かむいこたん／旭川市／石狩川／）
狩場渓谷　（かりば-／せたな町／馬場川／）
賀老渓谷　（がろう-／島牧村／千走川／狩場茂津多道立自然公園）
錦仙峡、滝上渓谷　（きんせん-、たきのうえ-／滝上町／渚滑川／）
熊戻渓谷　（くまもどり-／せたな町／真駒内川／）
五色渓谷　（ごしき-／浦河町／ニオベツ川／）
坂下仙峡、坂下仙境　（さかしたせん-／大樹町／歴舟川／）
沙流川渓谷、日高竜門　（さるがわ-、ひだかりゅうもん／日高町／沙流川／）
然別峡　（しかりべつ-／鹿追町／シイシカリベツ川／大雪山国立公園）
定山渓　（じょうざん-／札幌市／豊平川／支笏洞爺国立公園）
白絹の床　（しらぎぬのとこ／伊達市／長流川／支笏洞爺国立公園）※北湯沢温泉も参照
白金渓谷　（しろがね-／美瑛町／美瑛川／大雪山国立公園）
層雲峡　（そううん-／上川町／石狩川／大雪山国立公園）
樽前ガロー　（たるまえ-／苫小牧市／樽前川）
天人峡　（てんにん-／東川町、美瑛町／忠別川／大雪山国立公園）
十梨別渓谷　（となしべつ-／南富良野町／トナシベツ川）
鳥崎渓谷　（とりざき-／森町／鳥崎川）
額平渓谷　（ぬかびら-／平取町／額平川）
福山渓谷　（ふくやま-／むかわ町／鵡川）
伏美仙峡　（ふしみせん-／芽室町／美生川）
二股渓谷　（ふたまた-／長万部町／二股川）
豊平峡　（ほうへい-／札幌市／豊平川／支笏洞爺国立公園）
幌満峡　（ほろまん-／様似町／幌満川／日高山脈襟裳十勝国立公園）
南札内渓谷　（みなみさつない-／中札内村／札内川）
矢櫃峡　（やびつ-／厚沢部町／矢櫃沢川）
幽仙峡　（ゆうせん-／本別町／本別川）
竜仙峡　（りゅうせん-／栗山町、夕張市／夕張川）

## 東北

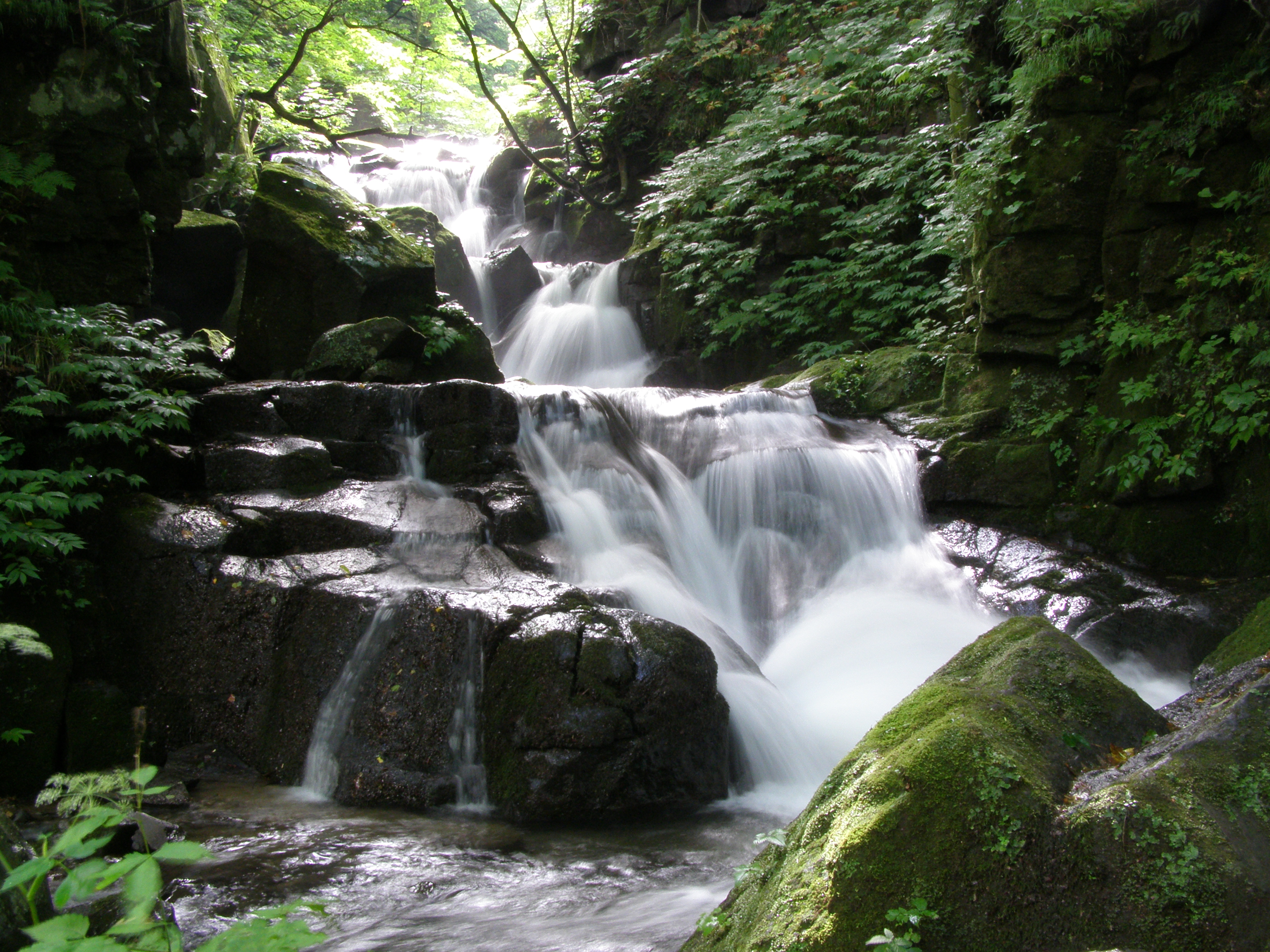
奥入瀬渓流

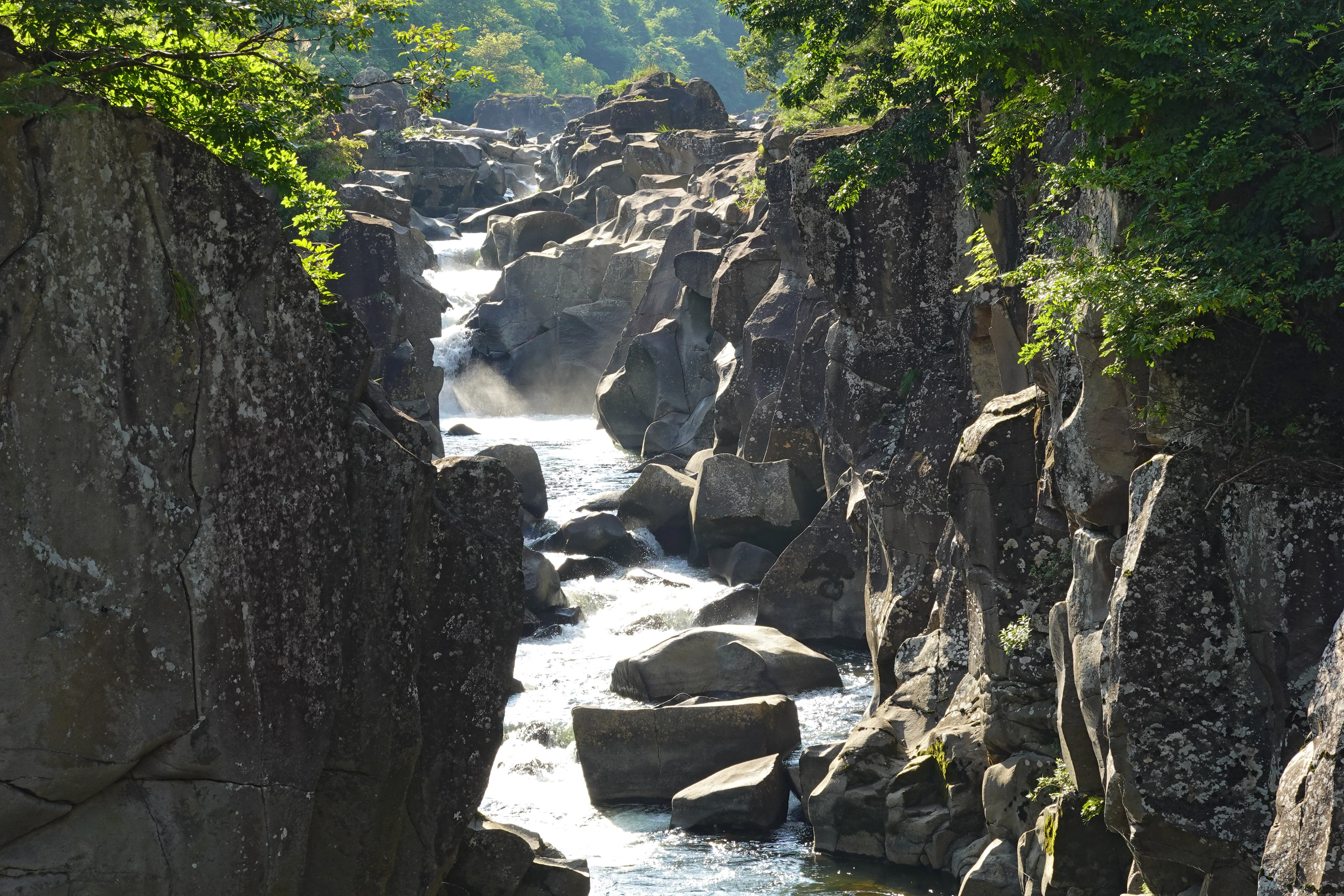
厳美渓

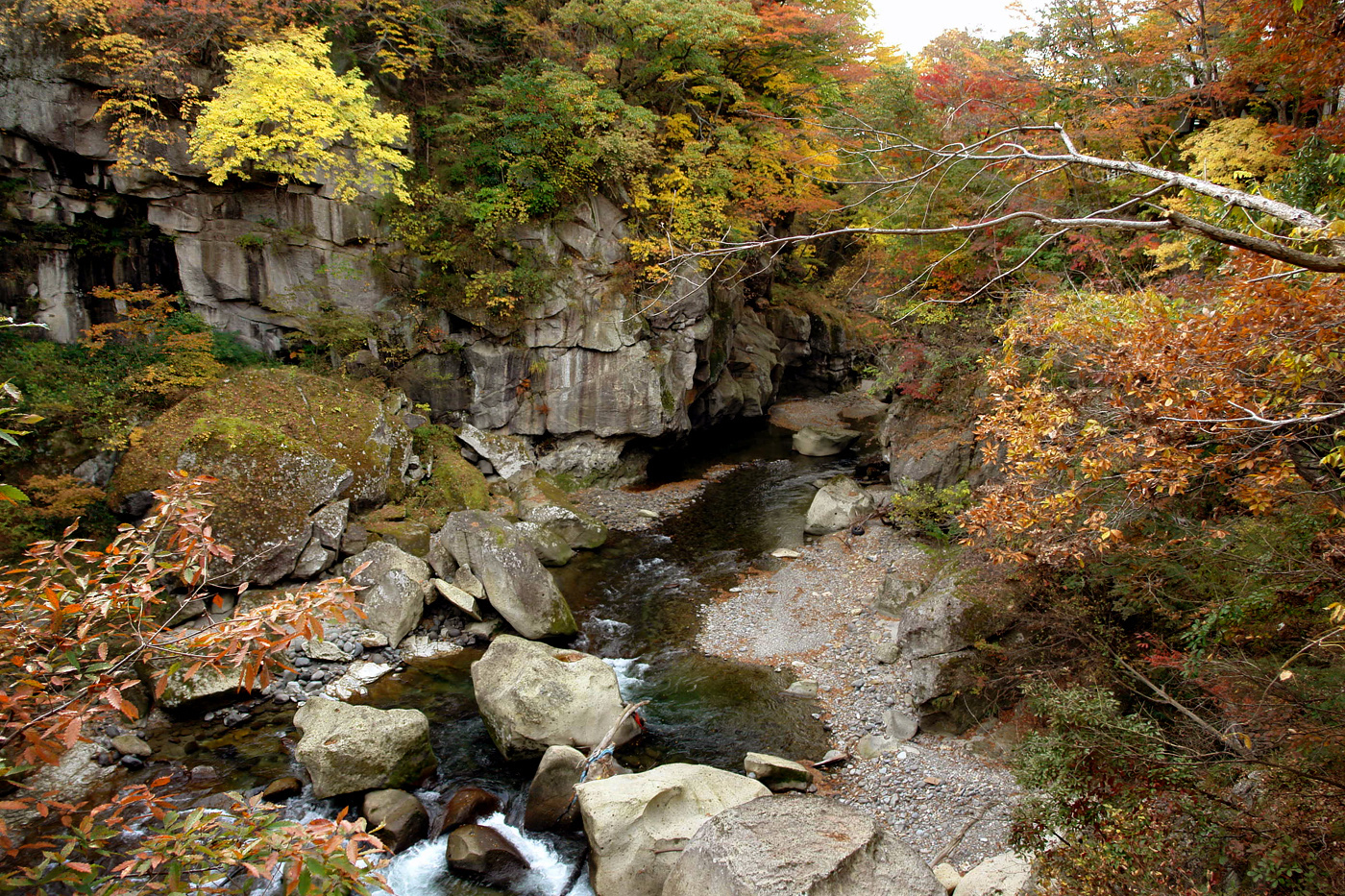
磊々峡

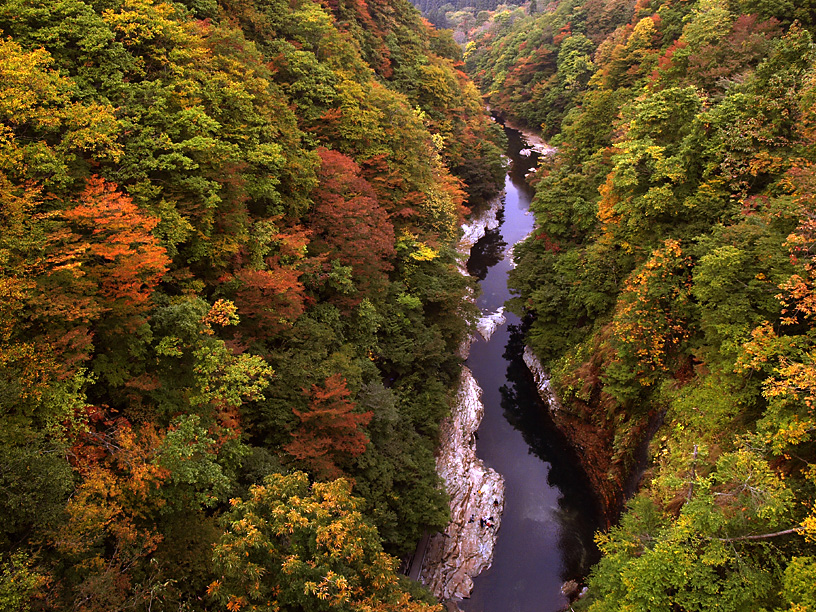
小安峡

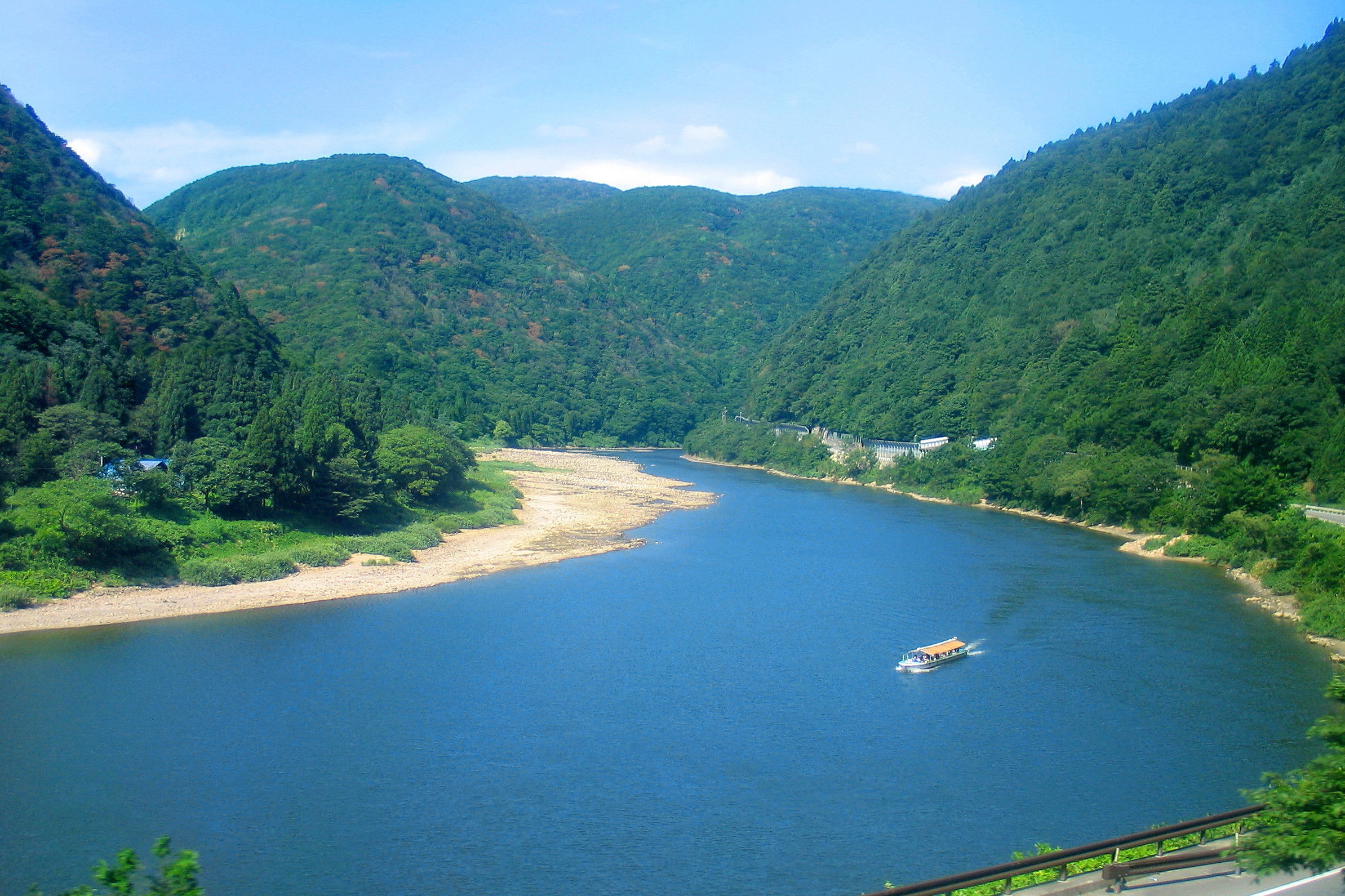
最上峡

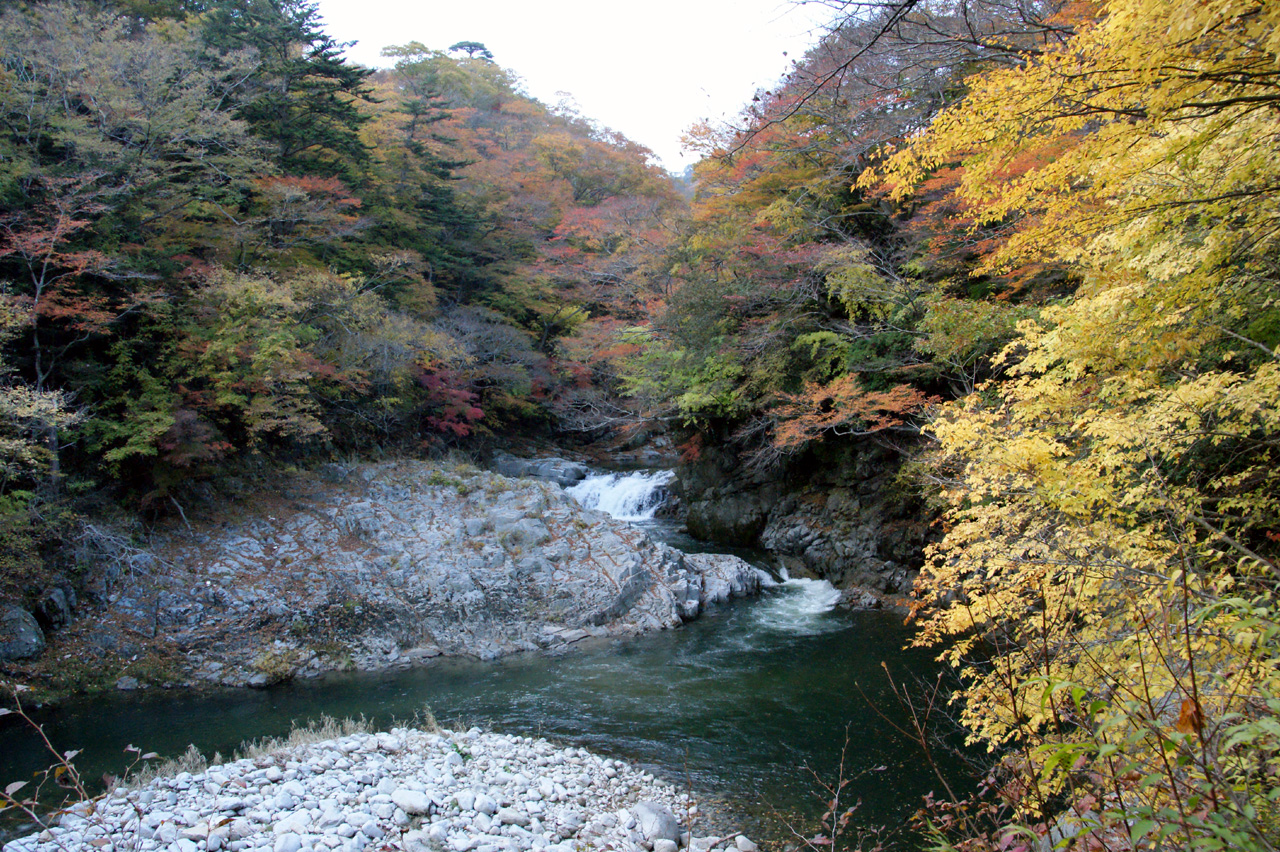
夏井川渓谷

青森県
赤石渓流　（あかいし-／鰺ヶ沢町／赤石川／赤石渓流暗門の滝県立自然公園）
奥入瀬渓流　（おいらせ-／十和田市／奥入瀬川／十和田八幡平国立公園、特別名勝、天然記念物）
川内川渓流　（かわうちがわ-／むつ市／川内川）
城ヶ倉渓谷　（じょうがくら-／青森市／荒川／十和田八幡平国立公園）
日本キャニオン　（にほんきゃにおん-／深浦町／濁川／津軽国定公園）
目屋渓　（めや-／西目屋村／岩木川／赤石渓流暗門の滝県立自然公園）
薬研渓流　（やげん-／むつ市／大畑川／下北半島国定公園）
岩手県
安家渓谷　（あっか-／野田村／安家川）
長内渓流　（おさない-／久慈市／長内川）
葛根田渓谷　（かっこんだ-／雫石町／葛根田川）
久慈渓流　（くじ-／久慈市／久慈川）
葛丸渓谷　（くずまる-／花巻市／葛丸川）
猊鼻渓　（げいび-／一関市／砂鉄川／名勝）
厳美渓　（げんび-／一関市／磐井川／名勝、天然記念物）
尿前渓谷　（しとまえ-／奥州市／尿前川）
重湍渓　（ちょうたん-／遠野市／猿ヶ石川）
馬仙峡　（ばせん-／二戸市／馬淵川／折爪馬仙峡県立自然公園）
松川渓谷　（まつかわ-／八幡平市／松川／十和田八幡平国立公園）
宮城県
浅布渓谷　（あざぶ-／栗原市／迫川）
牛渕渓谷　（うしぶち-／栗原市／迫川）
竜ノ口渓谷　（たつのぐち-／仙台市／竜ノ口沢）
鳴子峡　（なるこ-／大崎市／大谷川／栗駒国定公園）
花山渓谷　（はなやま-／栗原市／迫川／栗駒国定公園）
二口峡谷　（ふたくち-／仙台市／名取川／県立自然公園二口峡谷）
碧玉渓、小原渓谷　（へきぎょく-、おばら-／白石市／白石川）
磊々峡　（らいらい-／仙台市／名取川）
秋田県
石沢峡　（いしざわ-／由利本荘市／石沢川支流／）
臼内渓谷　（うすない-／五城目町／臼内沢／）
小安峡　（おやす-／湯沢市／皆瀬川／栗駒国定公園）
小又峡　（こまた-／北秋田市／小又川／森吉山県立自然公園、県指定名勝）
三途川渓谷　（さんずがわ-／湯沢市／高松川／）
岨谷峡、岩見峡　（そや-、いわみ-／秋田市／岩見川／太平山県立自然公園）
抱返り渓谷、抱返渓　（だきがえり-／仙北市／玉川／田沢湖抱返り県立自然公園）
立又渓谷　（たちまた-／北秋田市／立又沢）　※幸兵衛滝も参照
玉田渓谷　（たまた-／由利本荘市／赤沢川／）　※法体の滝も参照
露熊山峡　（つゆくまさん-／北秋田市／露熊川／）
奈曽渓谷 （なそ-／にかほ市／奈曽川／）
仁別渓谷　（にべつ-／秋田市／旭川／）
萩形渓谷　（はぎなり-／上小阿仁村／萩形沢／）
藤里峡　（ふじさと-／藤里町／藤琴川、粕毛川／秋田白神県立自然公園）
真瀬渓谷　（ませ-／八峰町／真瀬川／）
真木渓谷　（まぎ-／大仙市／斉内川／真木真昼県立自然公園）
湯瀬渓谷　（ゆぜ-／鹿角市／米代川／十和田八幡平国立公園）
山形県
赤倉渓谷　（あかくら-／最上町／小園川／）
赤芝峡　（あかしば-／小国町／荒川／磐梯朝日国立公園）
大平渓谷　（おおだいら-／米沢市／松川／）　※火焔滝も参照
神通峡、古寺渓谷　（じんつう-、こでら-／大江町／月布川／）
瀬見渓谷　（せみ-／最上町／小園川／）
仙人沢渓谷　（せんにんさわ-／上山市／仙人沢／）
層雲峡　（そううん-／尾花沢市／丹生川／）
高瀬峡　（たかせ-／遊佐町／中折川／）
玉川渓谷　（たまがわ-／小国町／玉川／）
土内渓谷 （つちうち-／新庄市／土内川／）
野川渓谷　（のがわ-／長井市／置賜野川／）
最上峡　（もがみ-／戸沢村、庄内町／最上川／最上川県立自然公園）
紅葉川渓谷　（もみじがわ-／山形市／紅葉川／）
遊仙峡　（ゆうせん-／山形市／立谷川／）
福島県
浅見川渓谷　 （あさみがわ-／広野町／浅見川／）
木戸川渓谷　（きどがわ-／楢葉町／木戸川／）
橲原渓谷　（じざばら-／南相馬市／上真野川／）
四時川渓谷　 （しときがわ-／いわき市／四時川／）
摺上峡　（すりかみ-／福島市／摺上川／）
勢至堂渓谷　 （せいしどう-／須賀川市／江花川／）
高瀬川渓谷　 （たかせがわ／浪江町／高瀬川／）
滝川渓谷　 （たきがわ-／富岡町／富岡川／）
塔のへつり 　（とうのへつり／下郷町／大川／大川羽鳥県立自然公園、天然記念物）
中津川渓谷　（なかつがわ-／猪苗代町、北塩原村／中津川／）
夏井川渓谷　（なついがわ-　／小野町、いわき市／夏井川／夏井川渓谷県立自然公園）
　背戸峨廊　（せどがろう／いわき市／江田川／夏井川渓谷県立自然公園）
鱒沢渓谷　（ますざわ-／南会津町／鱒沢川／）
真野川渓谷 　（まのがわ-／飯舘村／真野川／）
三ツ森渓谷　 （みつもり-／いわき市／大久川／）
湯川渓谷　 （ゆかわ-／二本松市／湯川／）
雪割渓谷　（ゆきわり-／西郷村／阿武隈川／）　※雪割橋も参照
楽翁渓　（らくおう-／西郷村／千歳川／）

## 関東

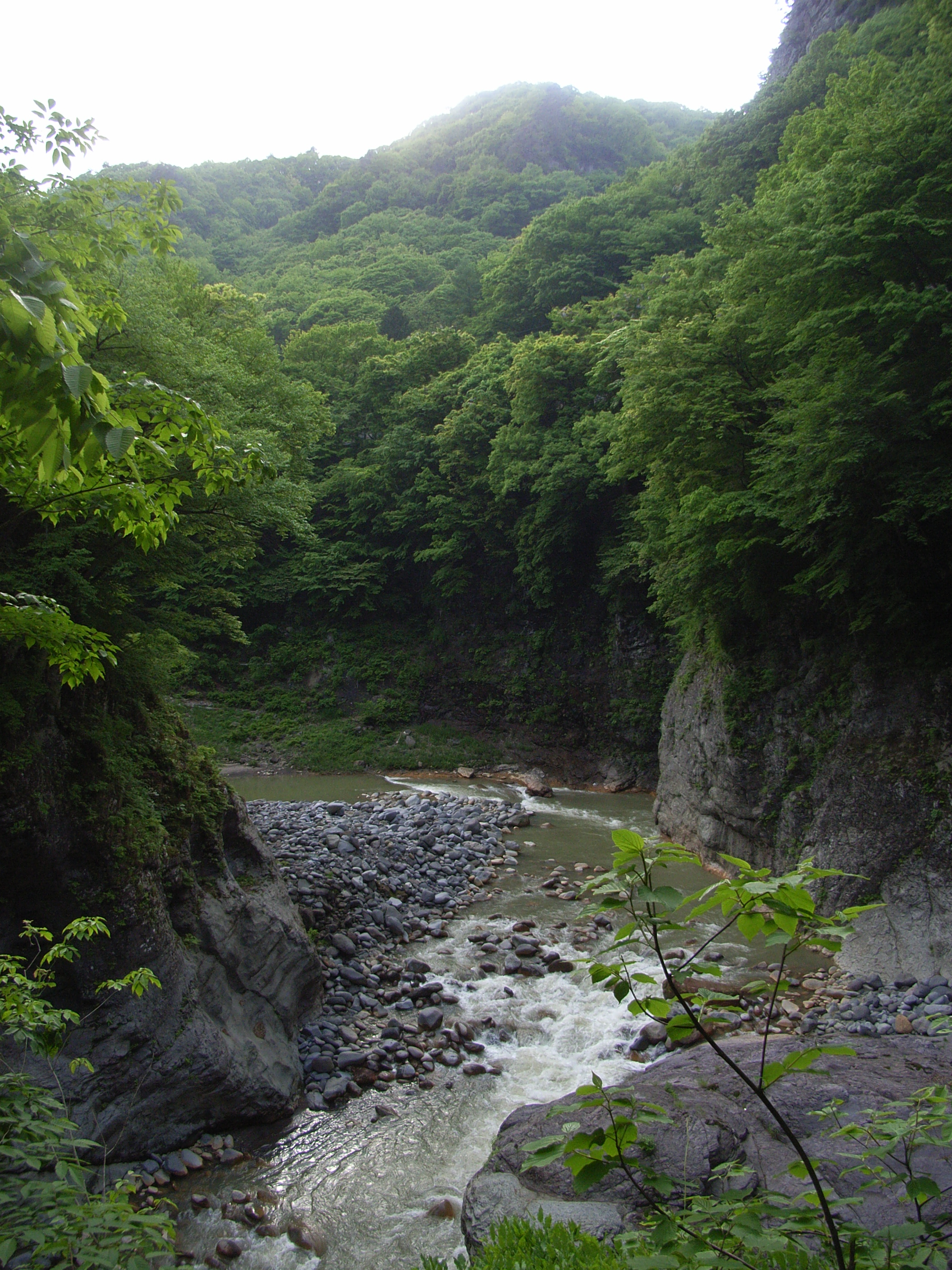
吾妻渓谷

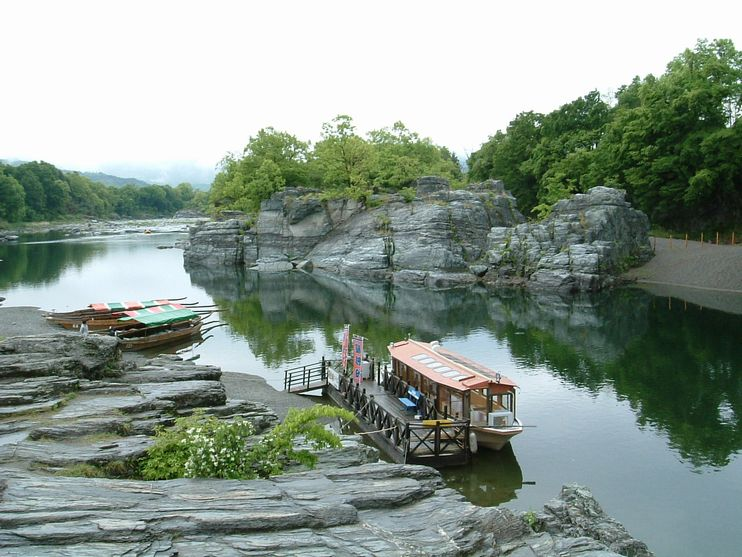
長瀞

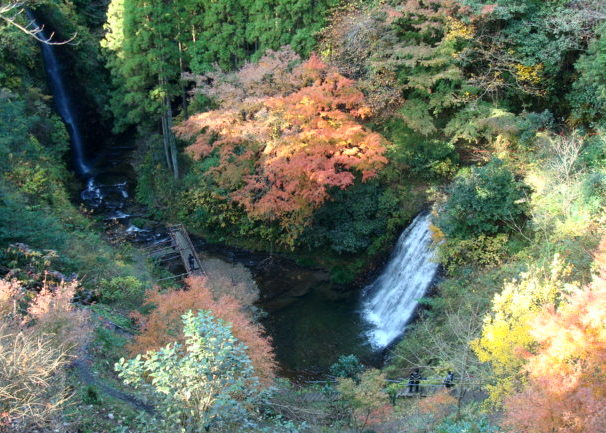
養老渓谷

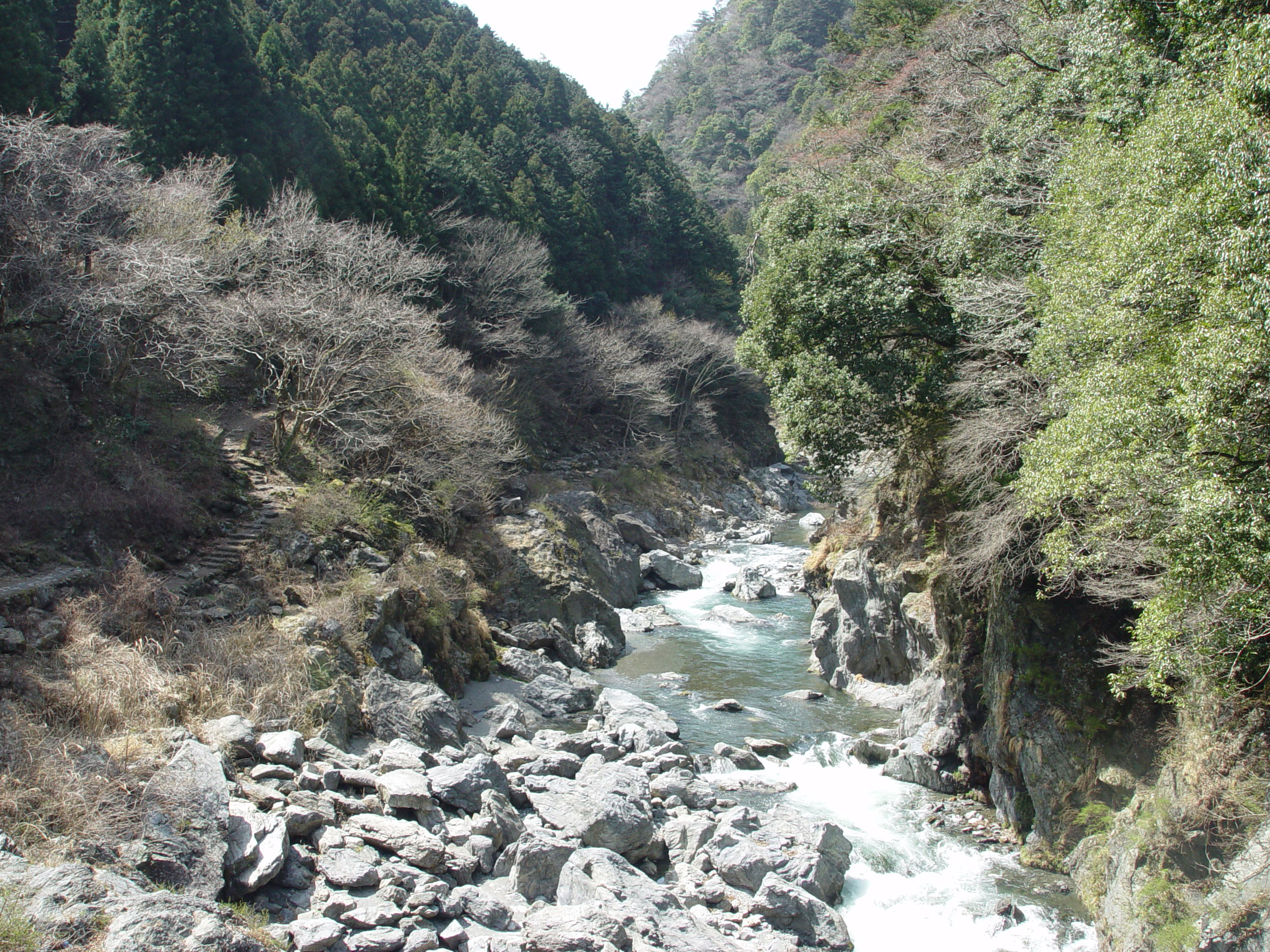
鳩ノ巣渓谷

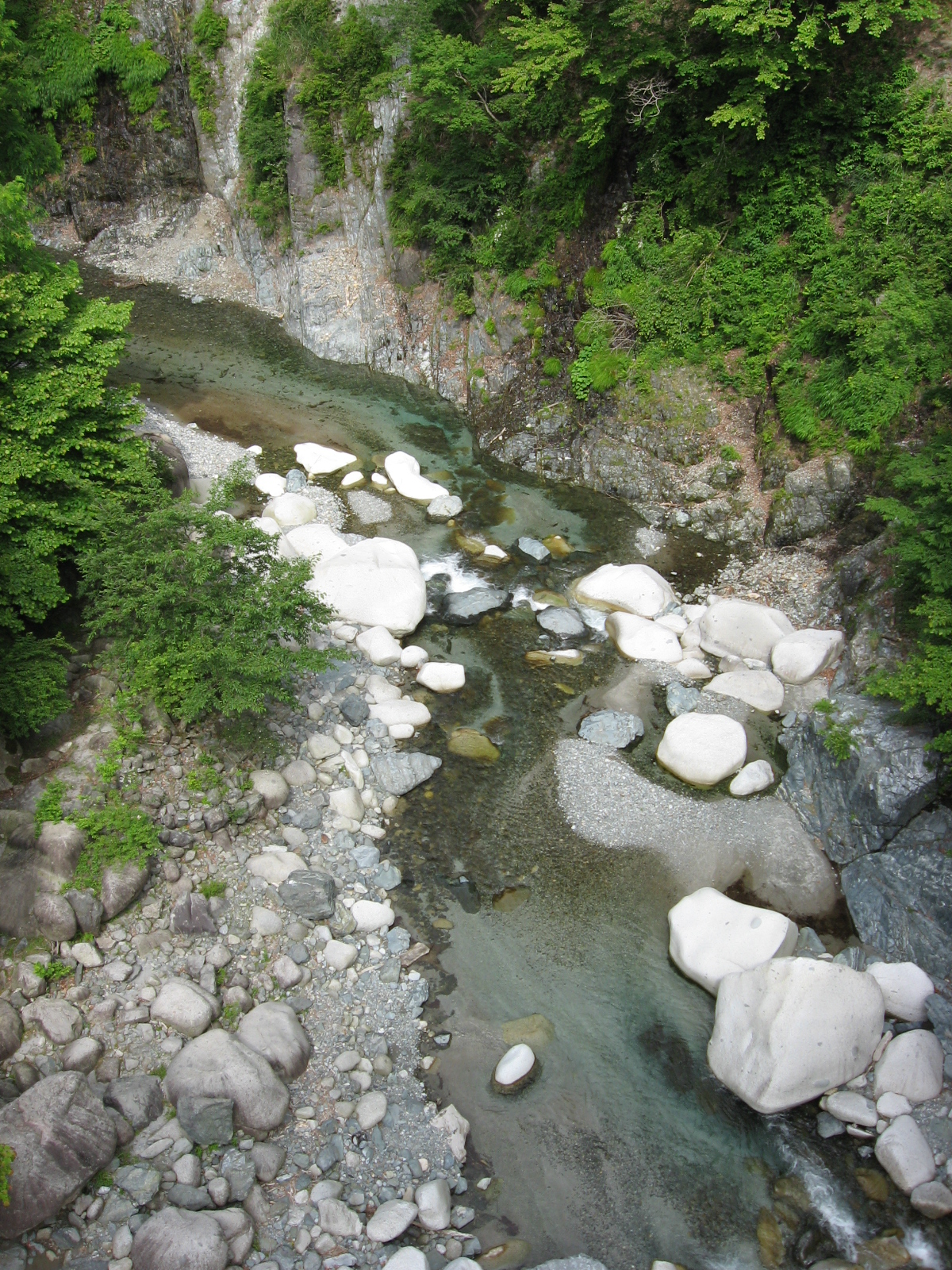
ユーシン渓谷

茨城県
大北渓谷　（おおきた-／北茨城市／大北川／花園花貫県立自然公園）
浄蓮寺渓谷　（じょうれんじ-／北茨城市／花園川／花園花貫県立自然公園）
花園渓谷　（はなぞの-／北茨城市／花園川／花園花貫県立自然公園）
花貫渓谷　（はなぬき-／高萩市／花貫川／花園花貫県立自然公園）
竜神峡　（りゅうじん-／常陸太田市、大子町、常陸大宮市／竜神川／）
栃木県
雲竜渓谷　（うんりゅう－／日光市／稲荷川／日光国立公園）
大芦渓谷　（おおあし-／鹿沼市／東大芦川／）
華厳渓谷　（けごん-／日光市／大谷川／日光国立公園）
憾満ヶ淵　（かんまんがふち／日光市／大谷川／日光国立公園）
庚申渓谷　（こうしん-／日光市／庚申川／日光国立公園）
瀬戸合峡　（せとあい-／日光市／鬼怒川／日光国立公園）
塩原渓谷、潜竜峡　（しおばら-、せんりゅう／那須塩原市／箒川／日光国立公園）
松木渓谷　（まつき-／日光市／松木川／）
龍王峡　（りゅうおう-／日光市／鬼怒川／日光国立公園）
群馬県
赤倉渓谷　（あかくら-／川場村／薄根川、赤倉川／）
吾妻渓谷　（あがつま-／東吾妻町、長野原町／吾妻川／名勝）
三波石峡　（さんばせっ-／藤岡市／神流川／名勝）
諏訪峡　（すわ-／みなかみ町／利根川／）
蝉の渓谷　（せみの-／南牧村／南牧川／）
高津戸峡　（たかつど-／みどり市／渡良瀬川／）
照葉峡　（てりは-／みなかみ町／木の根沢／）
吹割渓、吹割渓谷、片品渓谷　（ふきわれ-、かたしな-／片品川／名勝）
水上峡　（みなかみ-／みなかみ町／利根川／）
紅葉峡　（もみじ-／みなかみ町／利根川／）
埼玉県
有間渓谷　（ありま-／飯能市／有間川／県立奥武蔵自然公園）
浦山渓谷　（うらやま-／秩父市／浦山川／）
尾ノ内渓谷　（おのうち-／小鹿野町）
三波石峡　（さんばせっ-／神川町／神流川／名勝）
中津峡　（なかつ-／秩父市／中津川／秩父多摩甲斐国立公園）
長瀞、長瀞渓谷、長瀞峡　（ながとろ／長瀞町／荒川 (関東)／名勝、県立長瀞玉淀自然公園）
名栗渓谷　（なぐり-／飯能市／入間川／県立奥武蔵自然公園）
嵐山渓谷　（らんざん-／嵐山町／槻川／県立比企丘陵自然公園）
千葉県
梅ヶ瀬渓谷　（うめがせ-／市原市／梅ヶ瀬川／県立養老渓谷奥清澄自然公園）
養老渓谷　（ようろう-／大多喜町／養老川／県立養老渓谷奥清澄自然公園）
東京都
秋川渓谷　（あきがわ-／あきる野市、檜原村／秋川／秩父多摩甲斐国立公園）
　北秋川渓谷　（きたあきがわ-／檜原村／北秋川／秩父多摩甲斐国立公園）
　南秋川渓谷　（みなみあきがわ-／檜原村／南秋川／秩父多摩甲斐国立公園）
等々力渓谷　（とどろき-／世田谷区／谷沢川／東京都指定名勝）
日原渓谷　（にっぱら-／奥多摩町／日原川／秩父多摩甲斐国立公園）
鳩ノ巣渓谷　（はとのす-／奥多摩町／多摩川／秩父多摩甲斐国立公園）
御岳渓谷　（みたけ-／青梅市／多摩川／秩父多摩甲斐国立公園）
神奈川県
陣ヶ下渓谷　（じんがした-／横浜市／市沢川／）
中津渓谷　（なかつ-／愛川町、清川村／中津川／丹沢大山国定公園）
日向渓谷　（ひなた-／伊勢原市／日向川／丹沢大山国定公園）
ユーシン渓谷　（ゆーしん-／山北町／玄倉川／丹沢大山国定公園）

## 中部

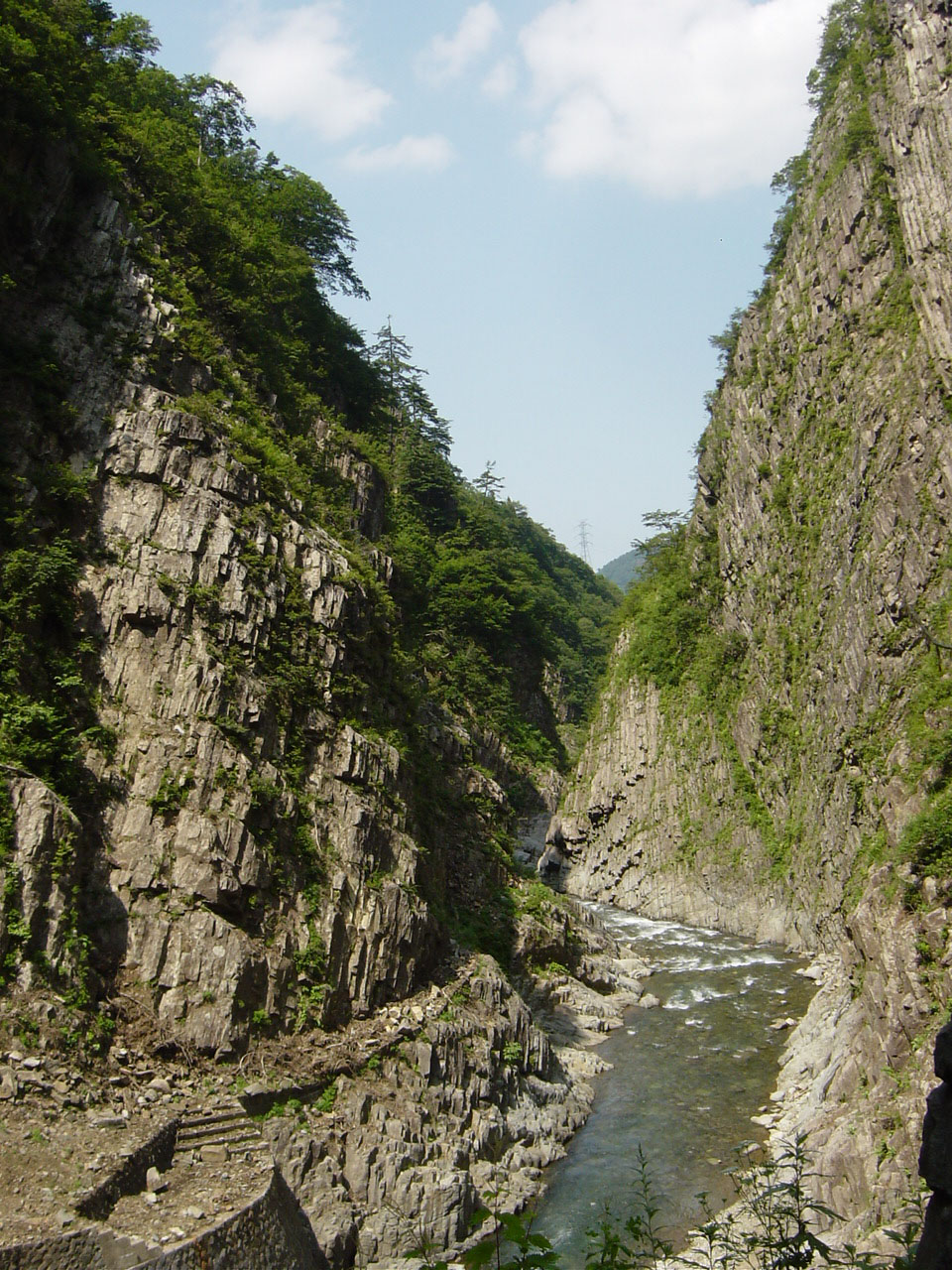
清津峡

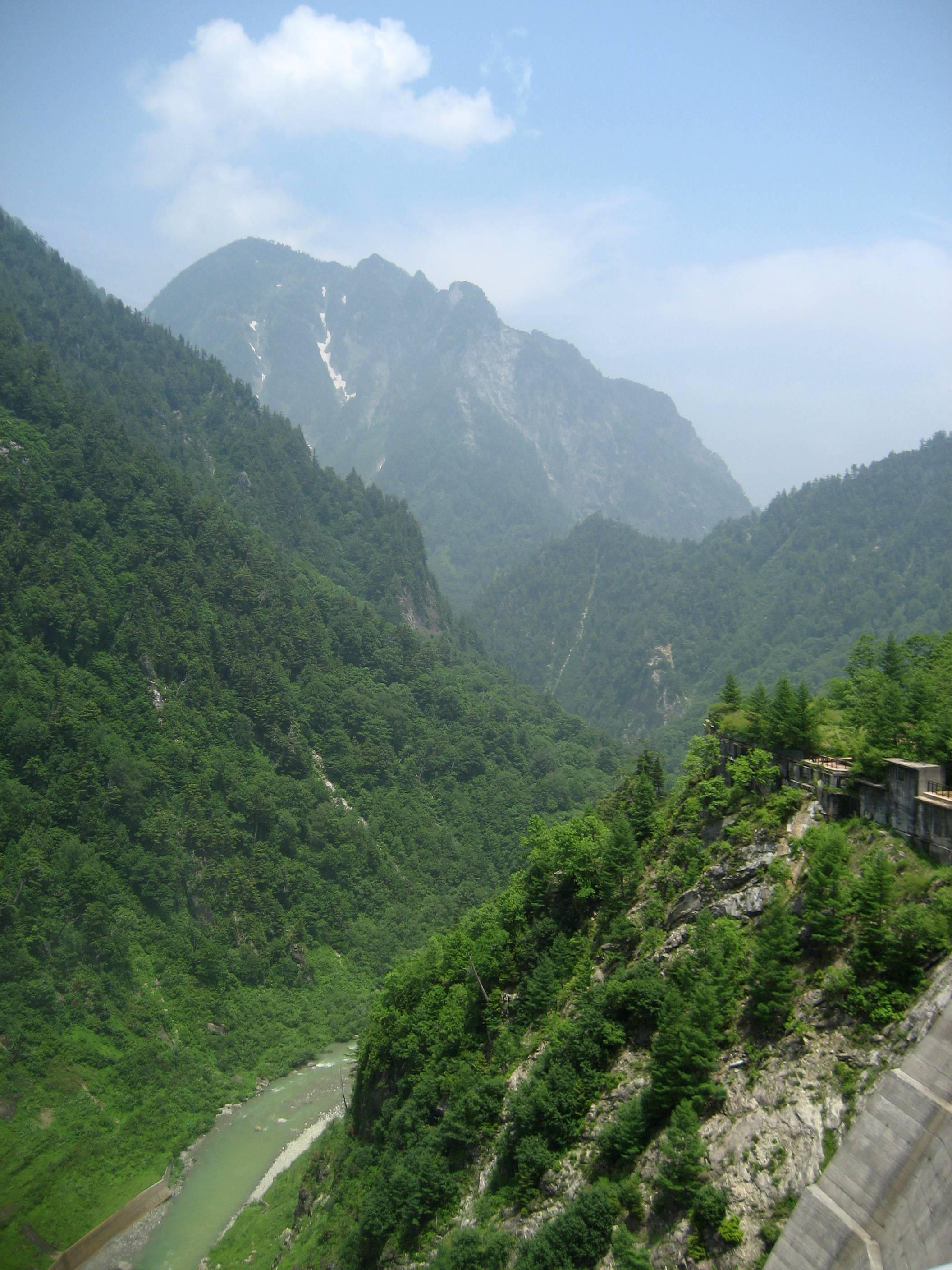
黒部峡谷

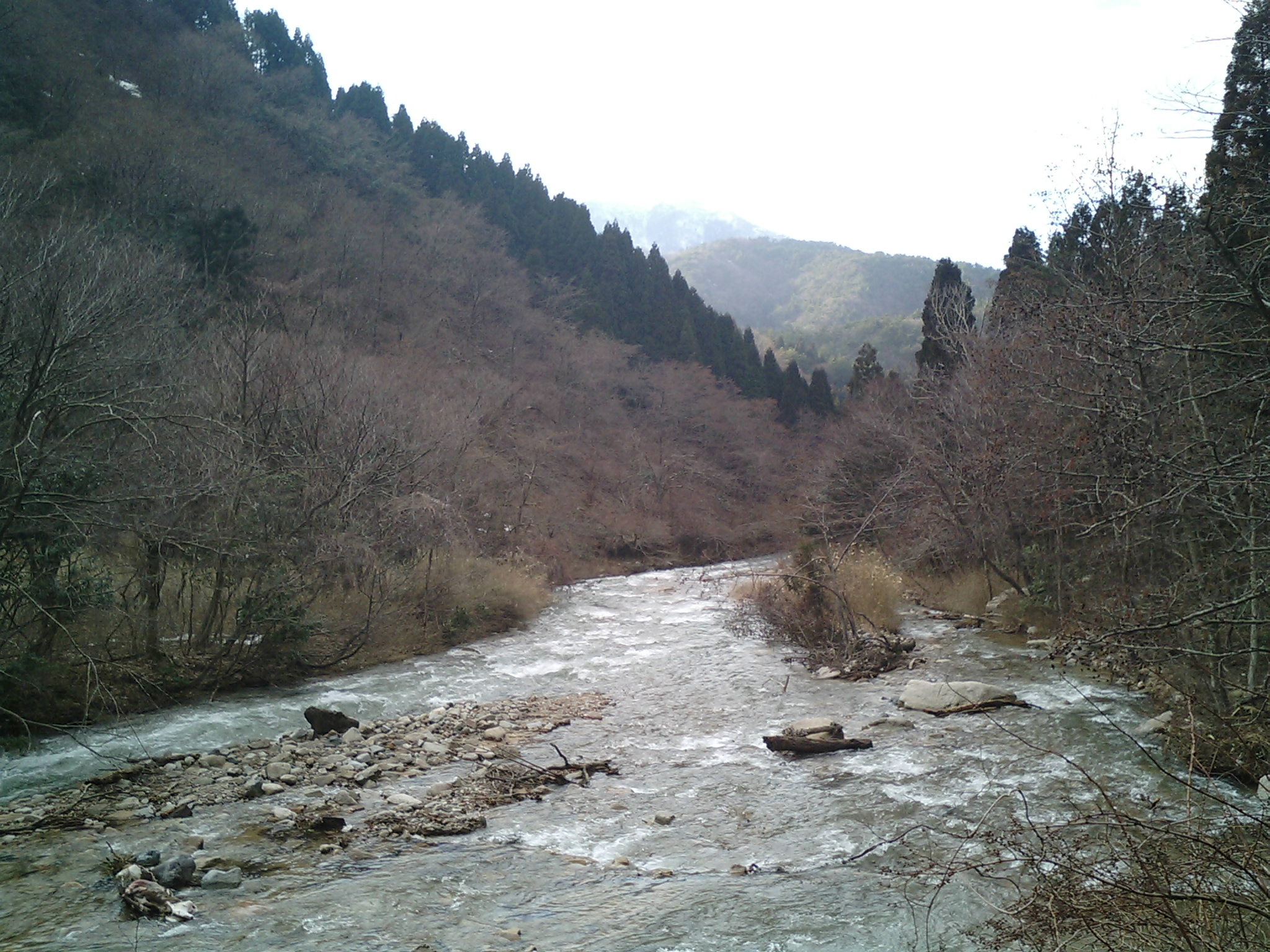
黒河渓谷

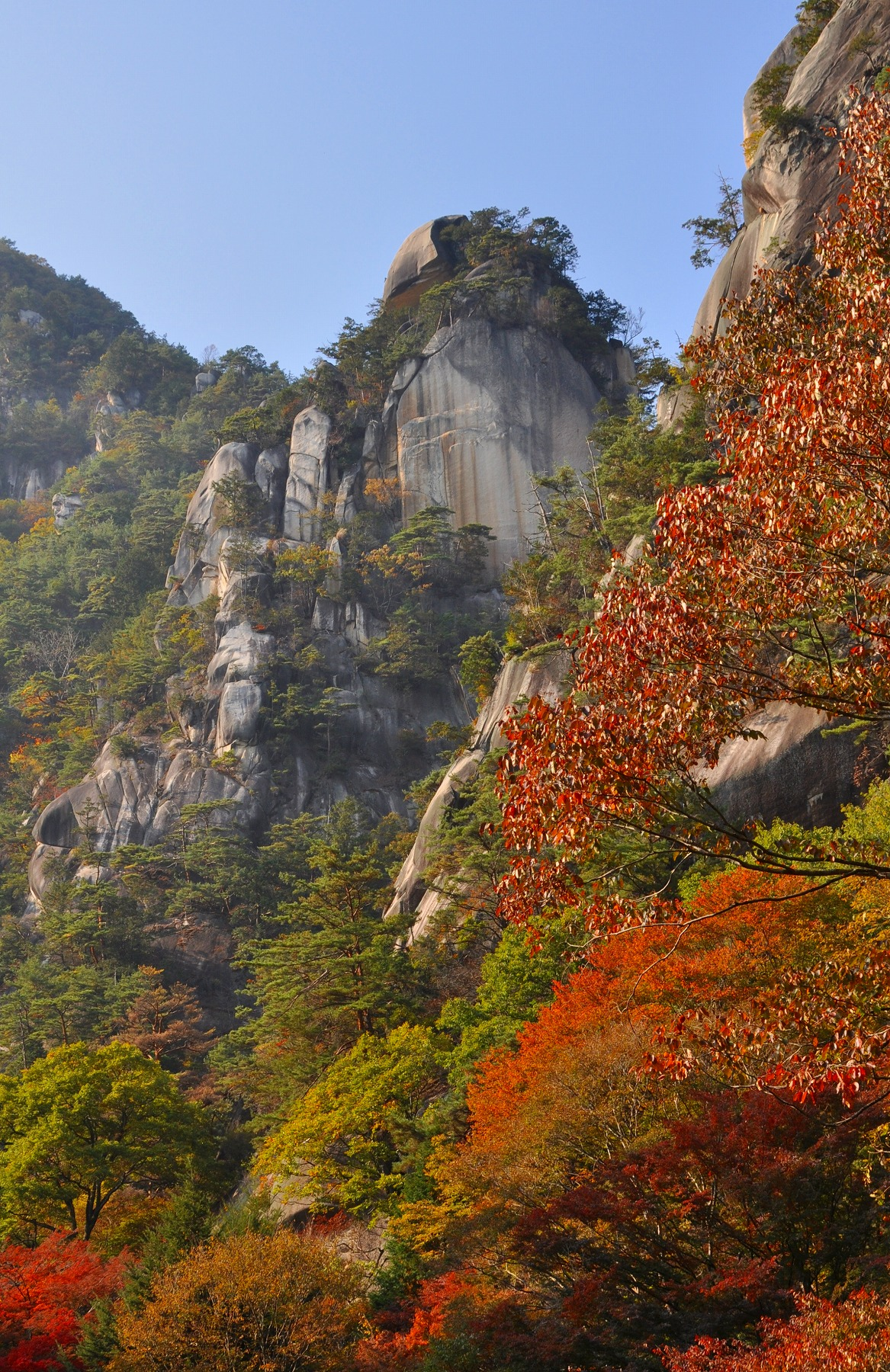
御岳昇仙峡

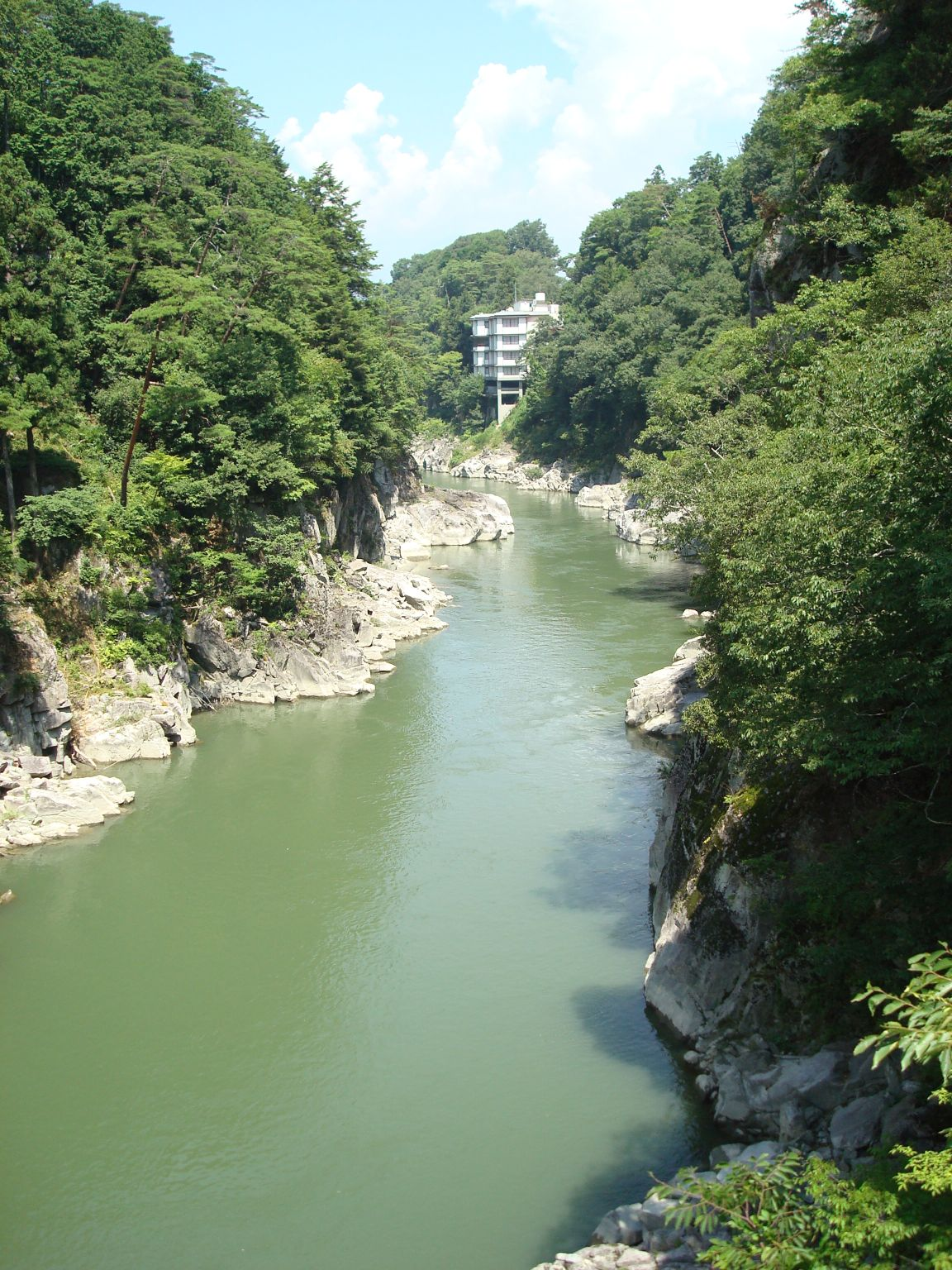
天竜峡

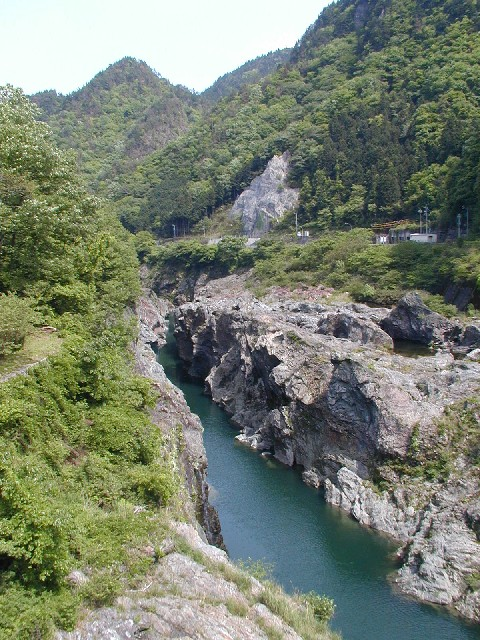
飛水峡

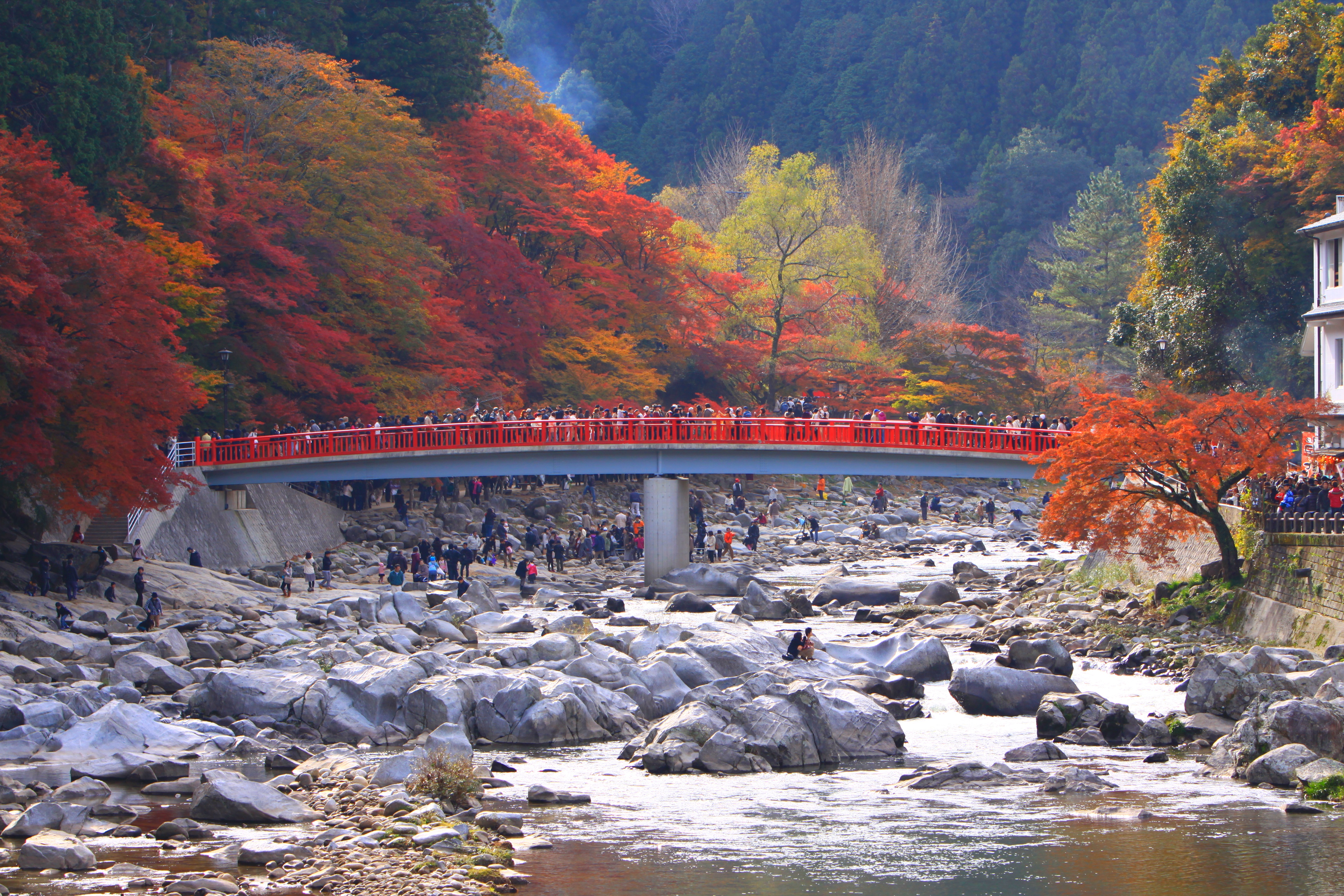
香嵐渓

新潟県
清津峡（きよつ-／十日町市、湯沢町／清津川／上信越高原国立公園）
荒川峡
ヒスイ峡
橋立ヒスイ峡
胎内渓谷
実川渓谷（阿賀町）
早出川渓谷
仙見川渓谷
五十沢渓谷（いかざわ-／南魚沼市／三国川／）（奥五十沢渓谷とも）
裏巻機渓谷（うらまきはた-／南魚沼市／五十沢川／）
海谷渓谷
姫川渓谷
三面峡谷
富山県
黒部峡谷
千巌渓
和田川峡
神通峡（片路峡とも）
妙厳峡
庄川峡
宮島峡
人喰谷
長瀞峡
石川県
鶴仙渓
手取峡谷
荒俣峡
福井県
九頭竜峡
黒河渓谷
真名峡
竹田川渓谷
山梨県
芦川渓谷　（あしがわ-／甲州市、甲府市、市川三郷町／芦川／）
石空川渓谷　（いしうとろがわ-／北杜市／石空川／県立南アルプス巨摩自然公園）※北精進ケ滝も参照
板敷渓谷　（いたじき-／甲府市／板敷川／）
大柳川渓谷　（おおやながわ-／富士川町／大柳川／）
尾白川渓谷　（おじらがわ-／北杜市／尾白川／県立南アルプス巨摩自然公園）
川俣川渓谷　（かわまたがわ-／北杜市／川俣川東沢／）
小金沢渓谷　（こがねさわ-／大月市／葛野川／）
小武川渓谷　（こむかわ-／韮崎市／小武川／県立南アルプス巨摩自然公園）
蒼竜峡　（そうりゅう-／都留市／桂川／）
丹波渓谷　（たば-／丹波山村／丹波川／秩父多摩甲斐国立公園）
通仙峡　（つうせん-／北杜市／本谷川／）
西沢渓谷／東沢渓谷　（にしざわ-、ひがしざわ-／山梨市／笛吹川／秩父多摩甲斐国立公園）
白鳳渓谷　（はくほう-／南アルプス市、早川町／早川／南アルプス国立公園）
福士川渓谷　（ふくしがわ-／南部町／福士川／）
御岳昇仙峡、昇仙峡　（みたけしょうせん-／甲府市／荒川／秩父多摩甲斐国立公園、特別名勝）　※仙娥滝も参照
竜門峡　（りゅうもん-／甲州市／日川／）
長野県
天竜峡
寝覚の床
内山峡
横谷峡
角間渓谷
木曽谷
差切峡
姫川渓谷
高瀬渓谷
松川渓谷
赤沢渓谷
阿寺渓谷
柿其渓谷
万古渓谷
南宮峡
鵞流峡
伊那峡
小黒川渓谷
横川渓谷
小渋峡
小瀬戸峡
奥裾花渓谷
雑魚川渓谷
幕岩渓谷
中津川渓谷
中房渓谷
湯川渓谷
裾花峡
春日渓谷
狭岩峡
小戸名渓谷
岐阜県
恵那峡
飛水峡
付知峡
中山七里
揖斐峡
蘇水峡
霞間ヶ渓
宇津江四十八滝
乙女渓谷
横谷峡
藤倉峡
佐見川峡
深沢峡
古虎渓
片知渓谷
竜吟の滝（竜吟峡）
川浦渓谷
小津渓谷
高賀渓谷
美山峡
瀬見峡
多良峡
木地屋渓谷
巌立峡
双六渓谷
あじめ峡
二ツ屋峡谷
静岡県
寸又峡
接岨峡
大洞峡
山王峡
白倉峡
明神峡
不動峡
新井川渓谷
須津川渓谷
景ヶ島渓谷
世古峡
滑沢渓谷
奥大井渓谷
愛知県
日本ライン
香嵐渓
鳳来峡
乳岩峡
勘八峡
王滝渓谷
玉野川渓谷
下山峡
振草渓谷
大入渓谷
神越渓谷
闇苅渓谷

## 近畿

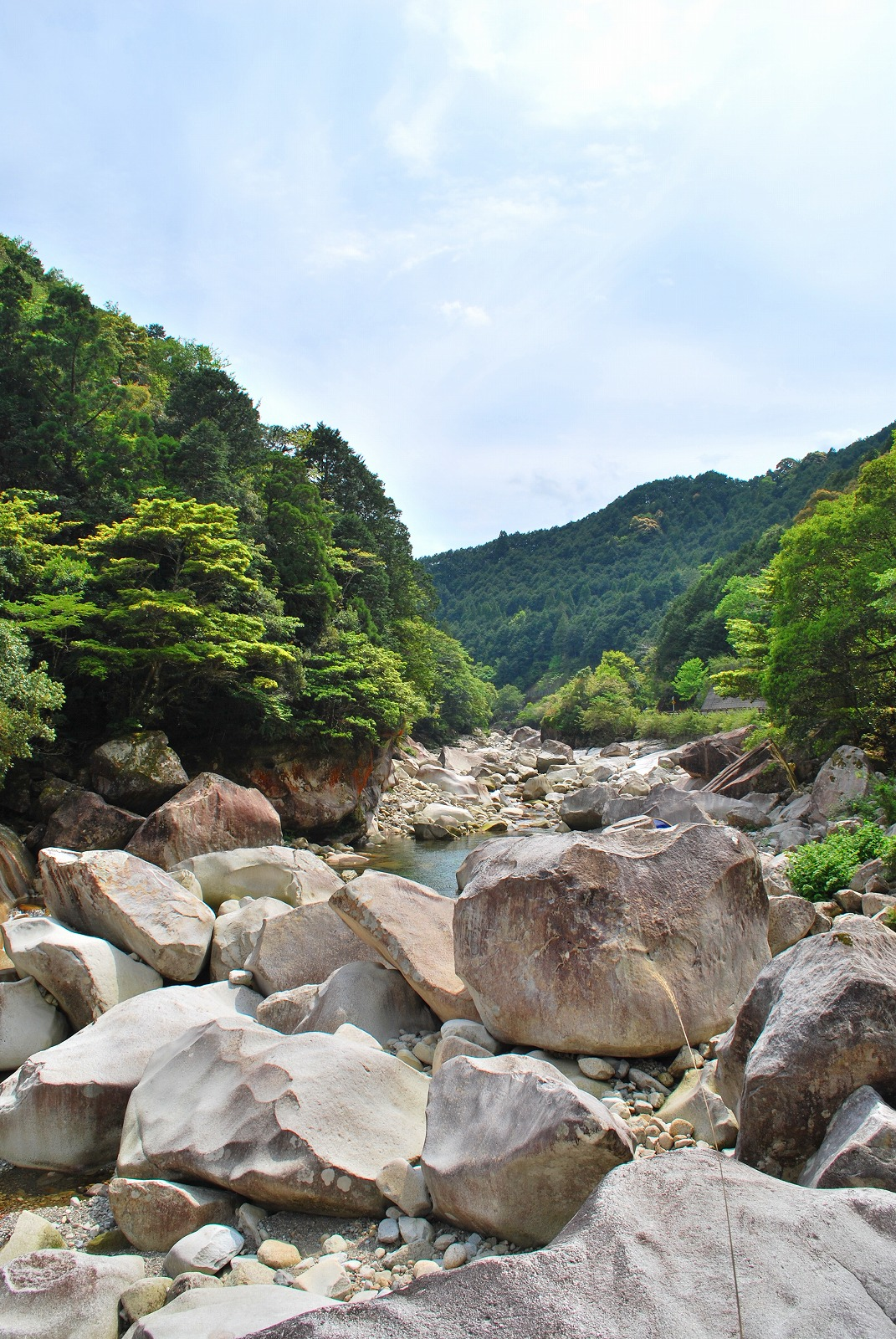
魚飛渓

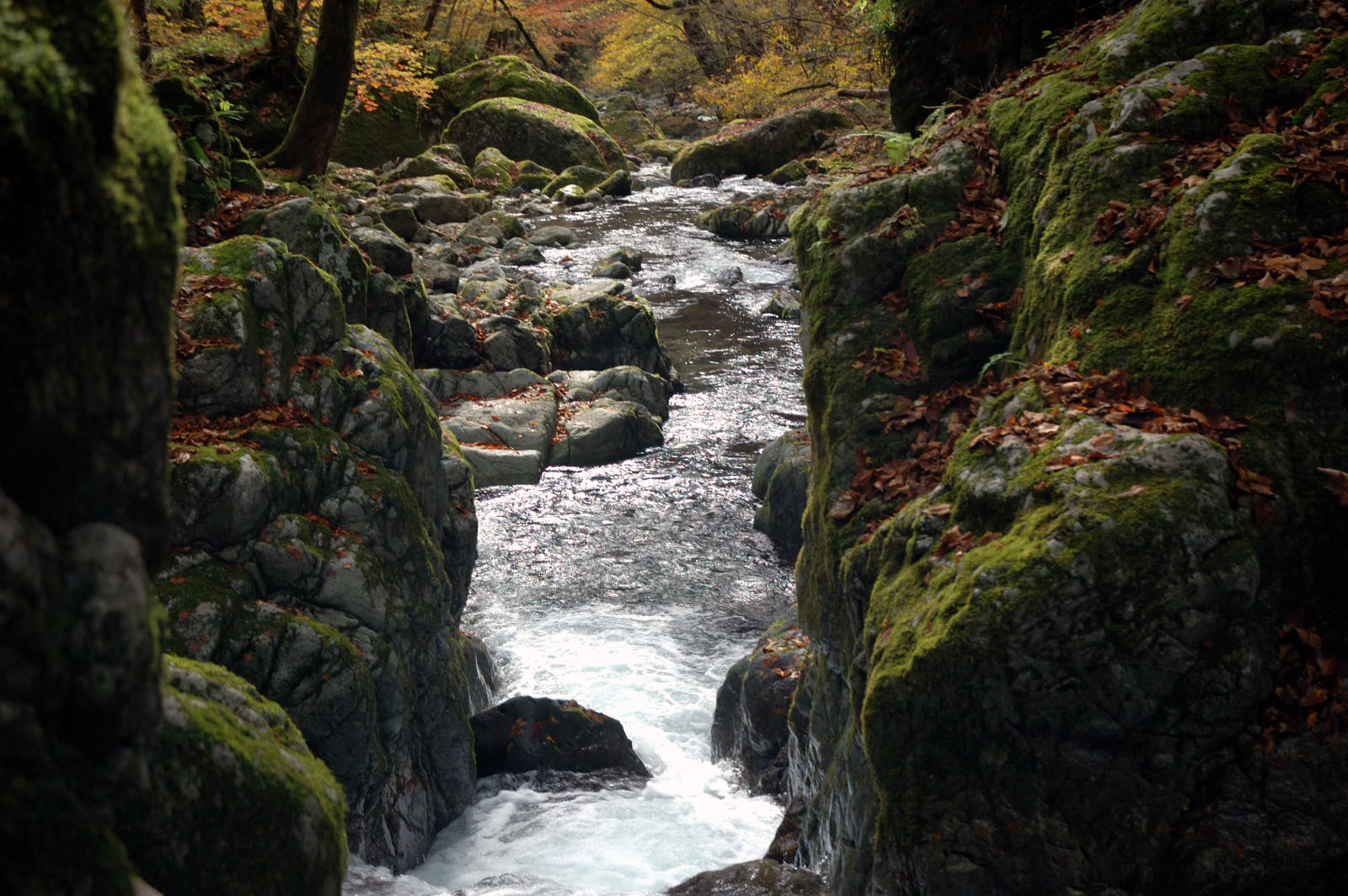
音水渓谷

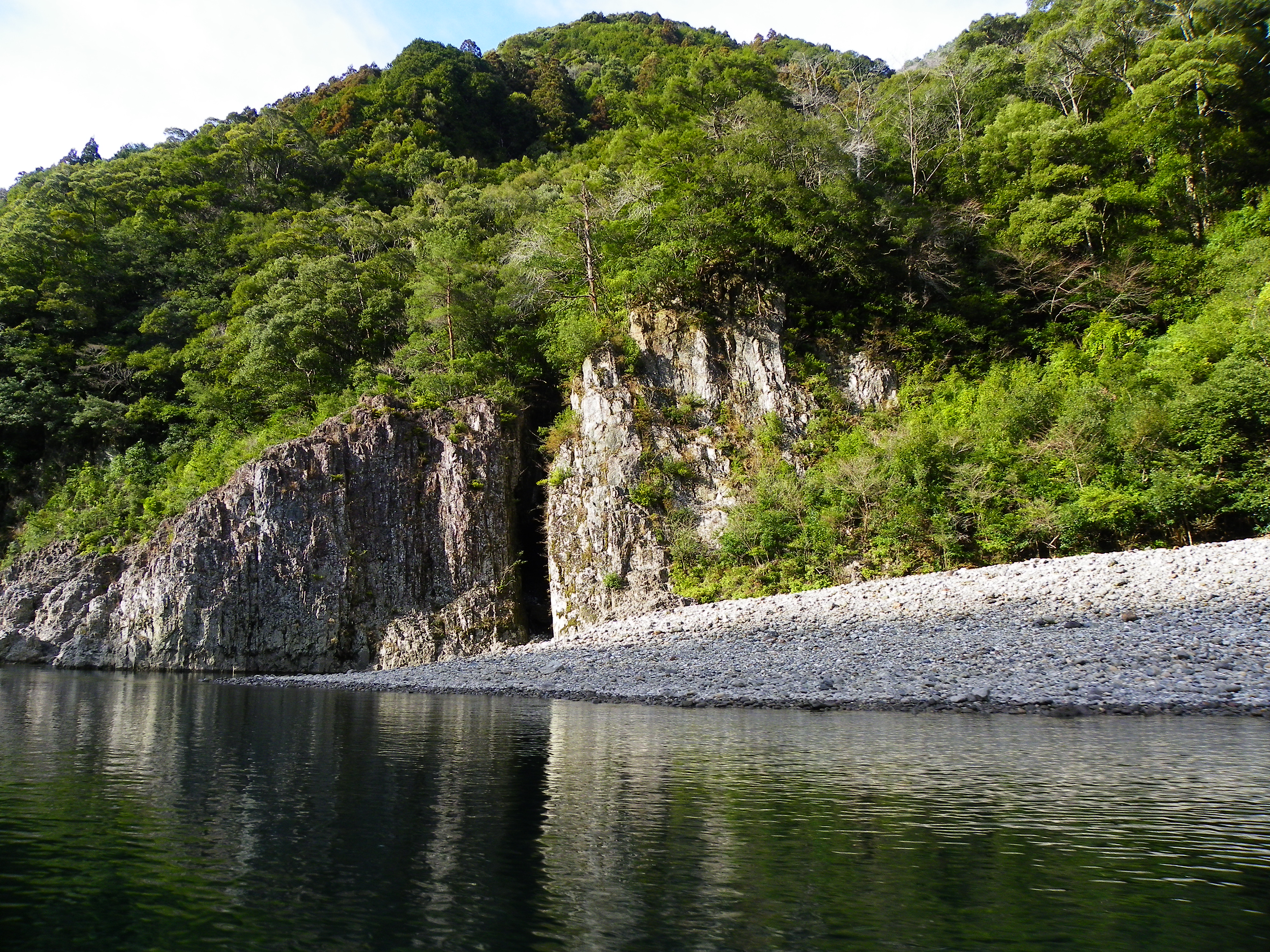
瀞峡

三重県
大杉谷（大杉峡谷・大杉渓谷）
香落渓
赤目四十八滝（赤目渓谷・赤目峡谷）
宇賀渓
朝明渓谷
宮妻峡
石水渓
香肌峡
瀞峡
多度峡
青川峡
小岐須渓谷
岩倉峡
馬野渓谷
日神渓谷
犬戻峡
魚飛渓（魚跳渓）
五十鈴川渓谷
大滝峡
宮川峡
滋賀県
朽木渓谷
醒井峡谷
京都府
嵐山
清滝（錦雲峡・金鈴峡の総称）
保津峡
るり渓（瑠璃渓）
夢絃峡
宇津峡
大阪府
摂津峡
竜仙峡
磐船峡
兵庫県
蓬萊峡
立雲峡
音水渓谷
福知渓谷（宍粟市〔旧一宮町〕）
猪名川渓谷
糸井渓谷（朝来市〔旧和田山町〕）
天滝渓谷（養父市〔旧大屋町〕）
横行渓谷（養父市〔旧大屋町〕）
阿瀬渓谷（豊岡市〔旧日高町〕）
熊波渓谷
霧ヶ滝渓谷
久須部渓谷（香美町〔旧美方町〕）
小代渓谷（香美町〔旧美方町〕）
赤西渓谷
板馬見渓谷（宍粟市〔旧千種町〕）
山田渓谷（香美町）
直谷渓谷（朝来市〔旧生野町〕）
武庫川渓谷
奈良県
御手洗渓谷
不動七重滝（前鬼川渓谷）
双門峡
奥香落渓
瀞峡
和歌山県
瀞峡　（瀞八丁も参照）
奇絶峡
玉川峡
古座川峡（古座峡）
百間山渓谷
和田川峡
安川渓谷
日置川峡
動鳴気渓
大塔渓谷
小森谷渓谷

## 中国

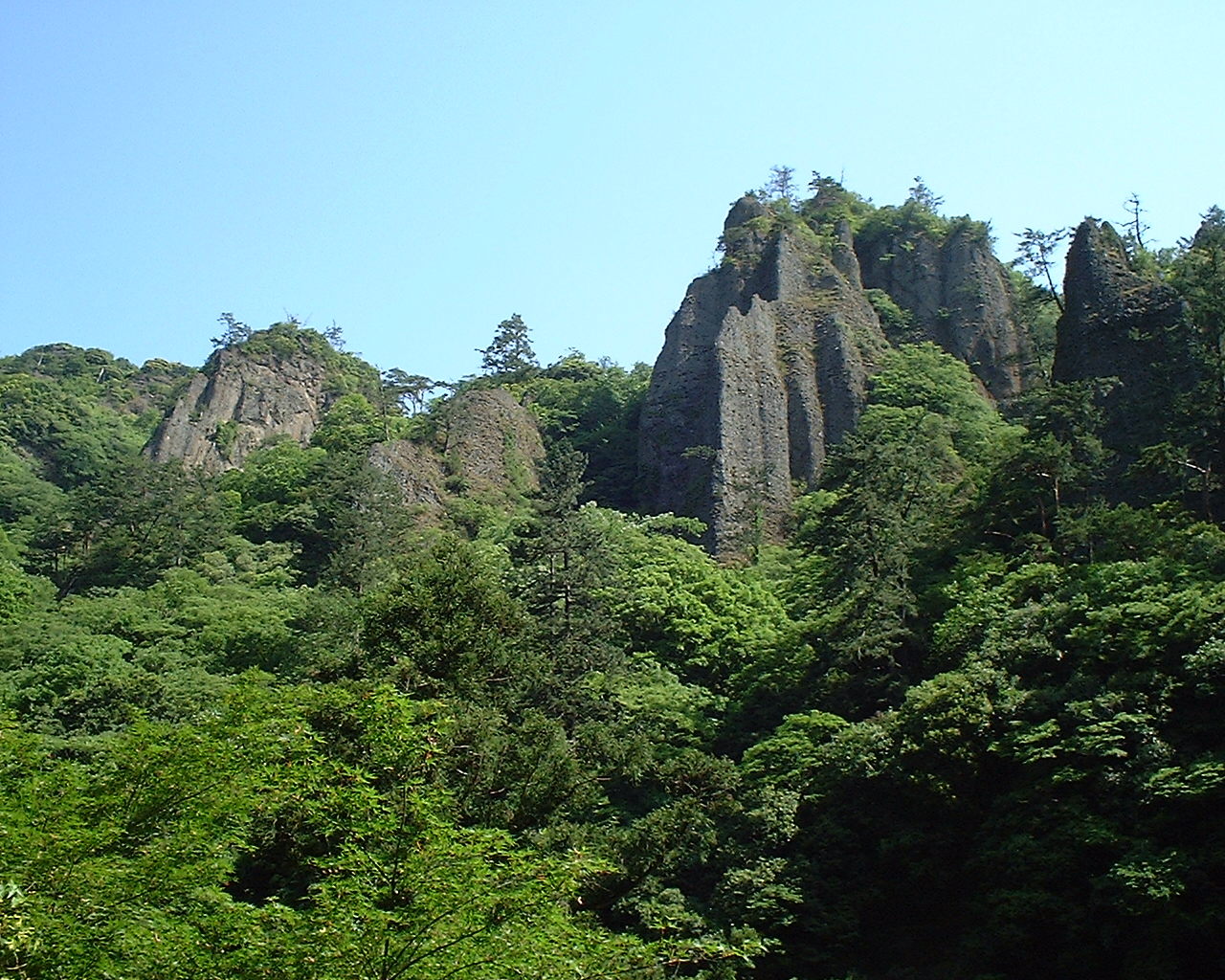
立久恵峡

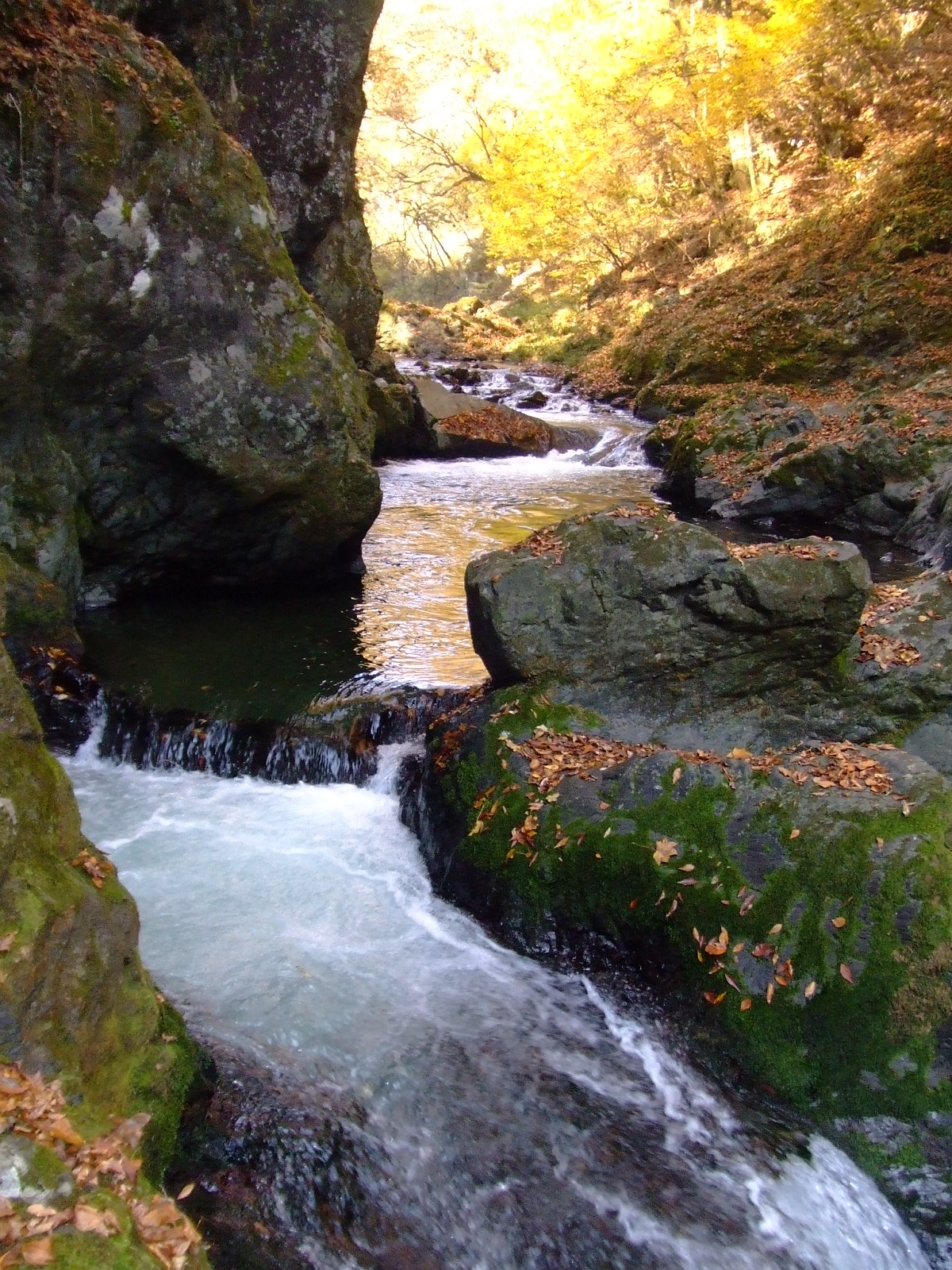
帝釈峡

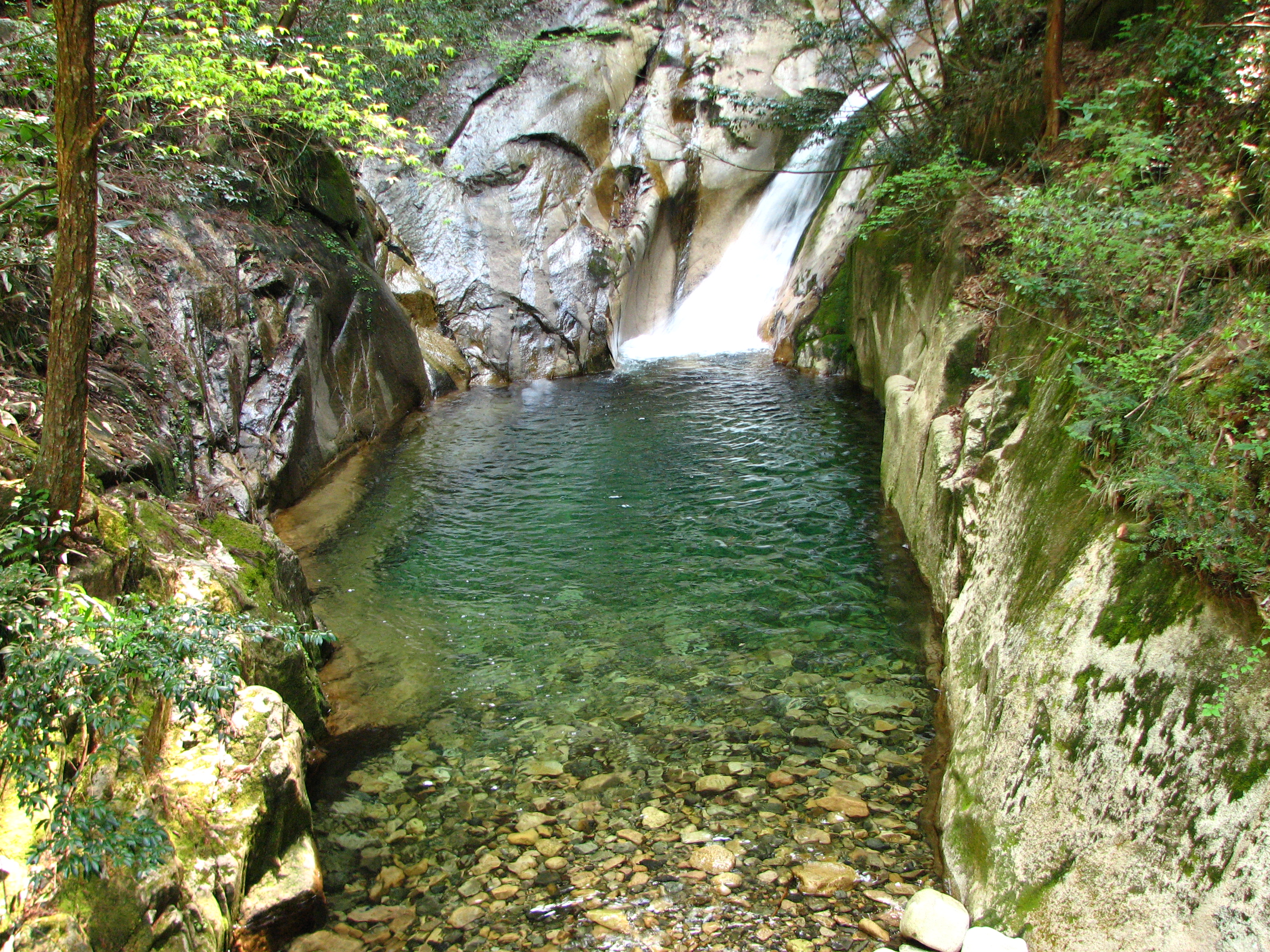
寂地峡

鳥取県
小鹿渓（三朝町）
三滝渓（鳥取市〔旧河原町〕）
石霞渓（日南町）
芦津渓谷／芦津渓（智頭町）
諸鹿川渓谷（若桜町）
かまこしき渓谷
猿渡り渓（鳥取市〔旧佐治村〕）
中津美渓谷（鳥取市〔旧用瀬町〕）
島根県
匹見峡
立久恵峡
断魚渓
千丈渓（邑南町〔旧石見町〕・江津市〔旧桜江町〕）
鬼の舌震
蟠竜峡（邑南町・美郷町）
旭峡（浜田市〔旧旭町〕）
双川峡
大魚渓（大漁渓とも）
椛谷渓谷
長瀬峡
岡山県
豪渓
井倉峡
磐窟渓
奥津渓
宇甘渓
美甘渓谷
白賀渓谷（鏡野町〔旧富村〕）
泉源渓谷
奥津川渓谷
三室峡
阿哲峡
羽山渓
天神峡　(てんじん-／井原市／小田川／)
道祖渓
無明谷
広島県
三段峡
帝釈峡
山野峡
南原峡
神之瀬峡
石ヶ谷峡
二級峡
二河峡
水分峡
宇賀峡
弥栄峡
羅漢峡
万古渓
加下峡
龍頭峡
深山峡（安芸太田町）
深山峡（東広島市）
河佐峡
山口県
長門峡
寂地峡
石柱渓
深谷峡
木谷峡
雙津峡
黒岩峡
五万堂渓谷
高瀬峡
中山渓
豊北峡

## 四国

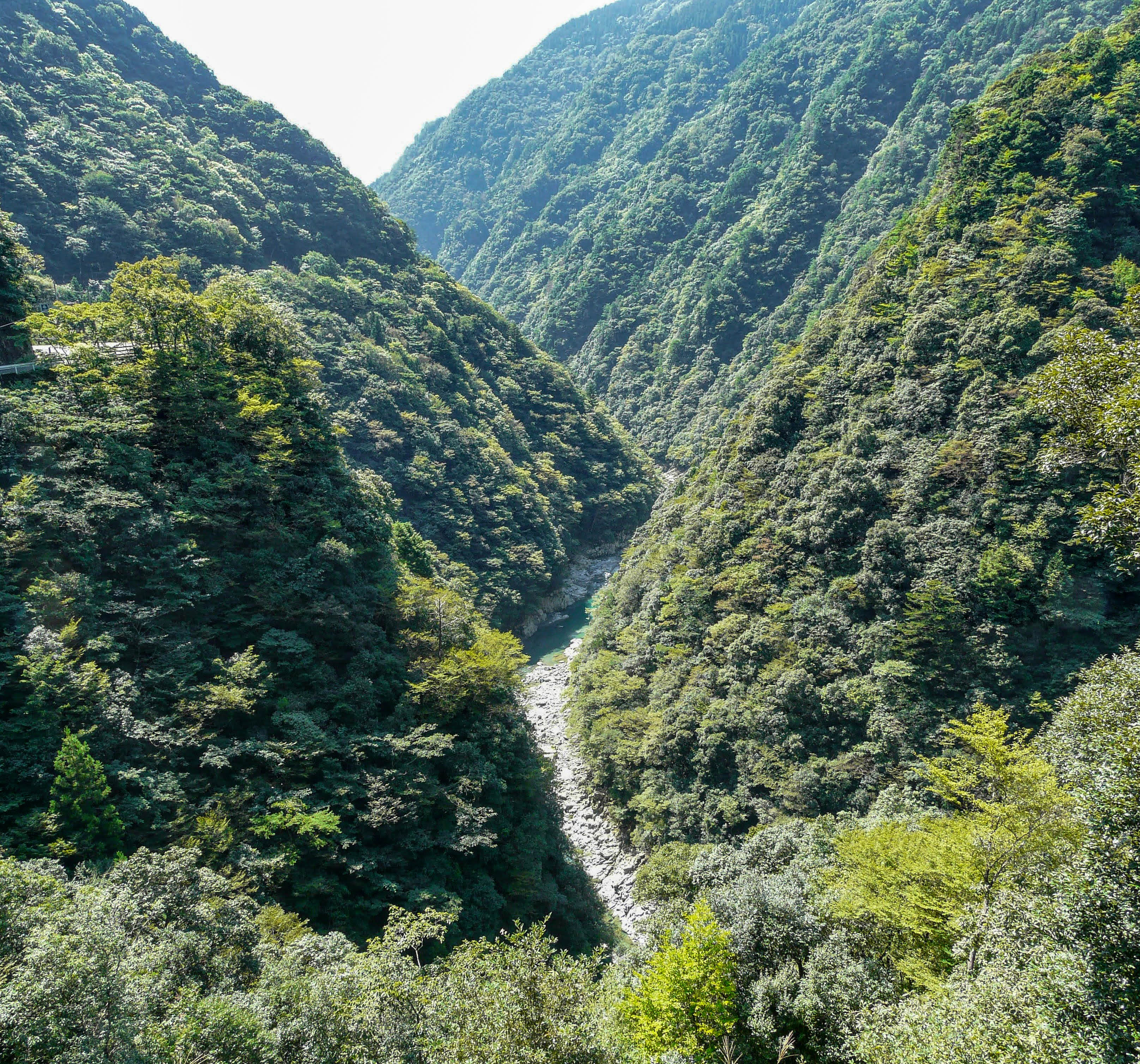
祖谷渓

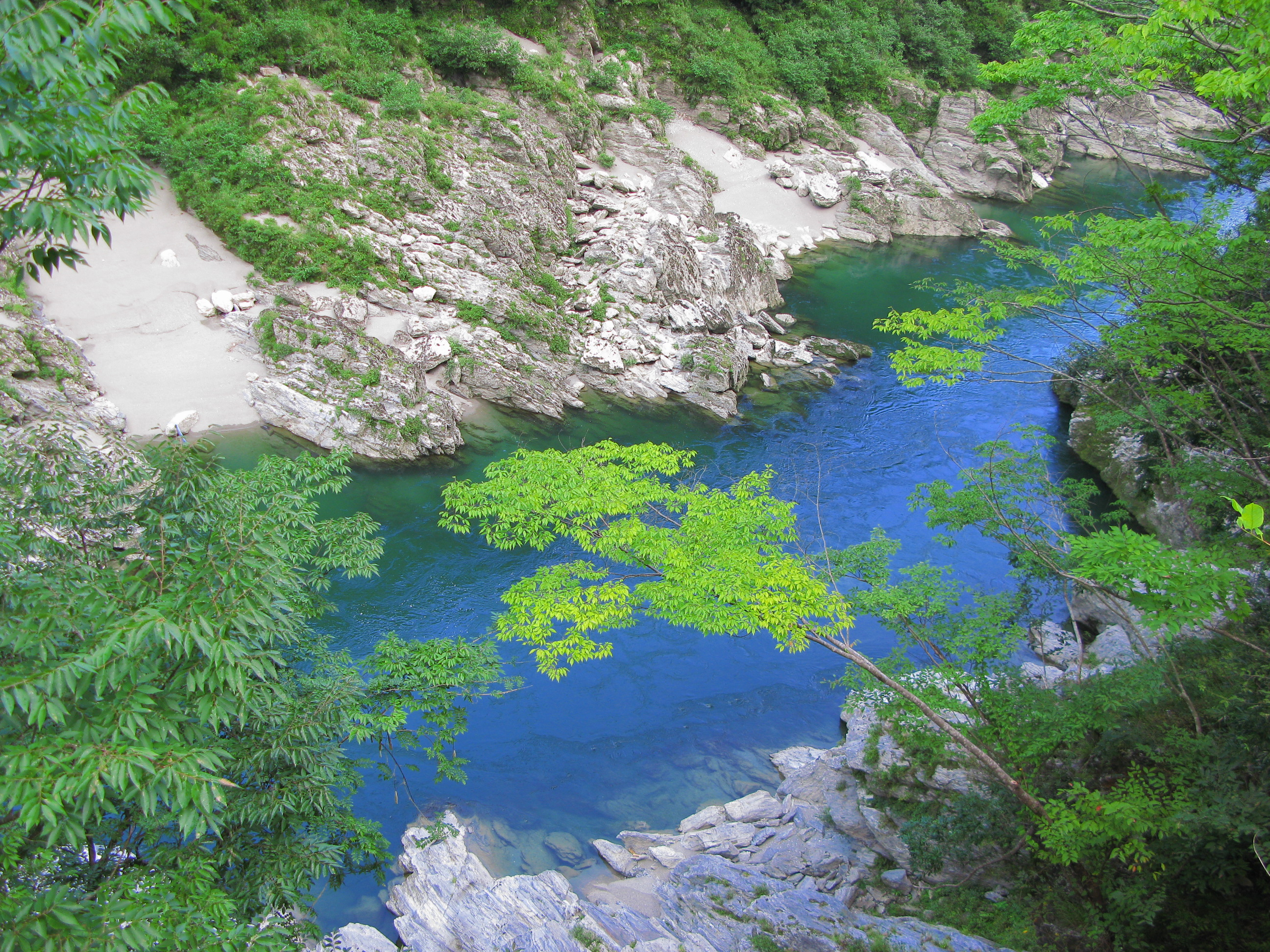
大歩危峡

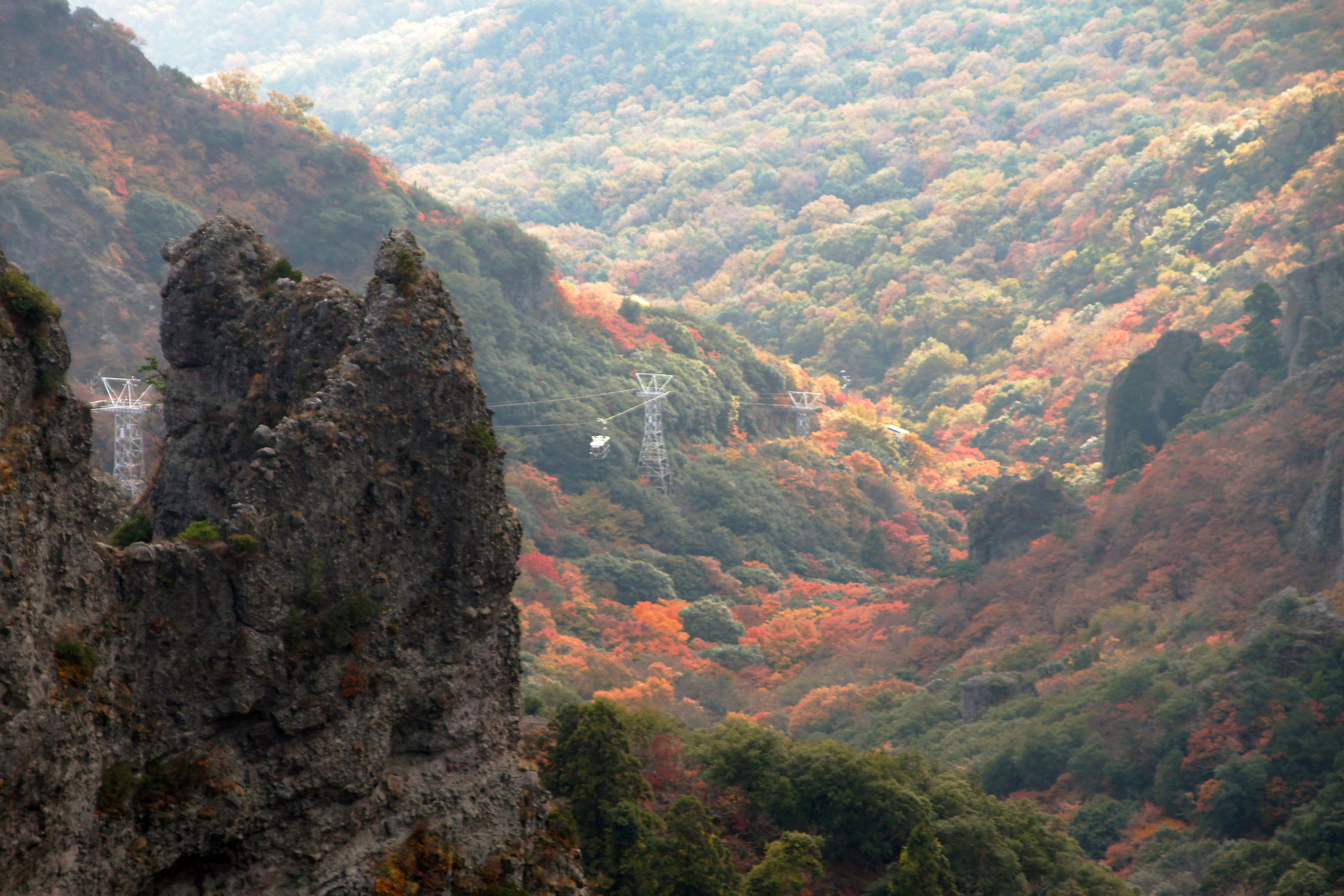
寒霞渓

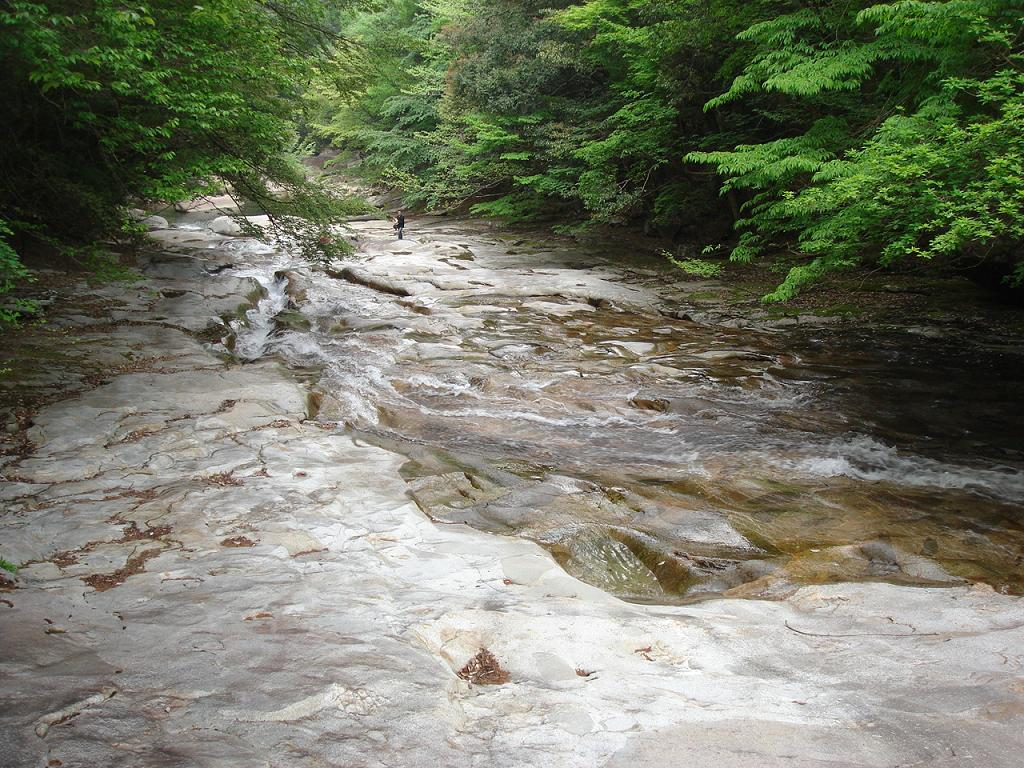
滑床渓谷

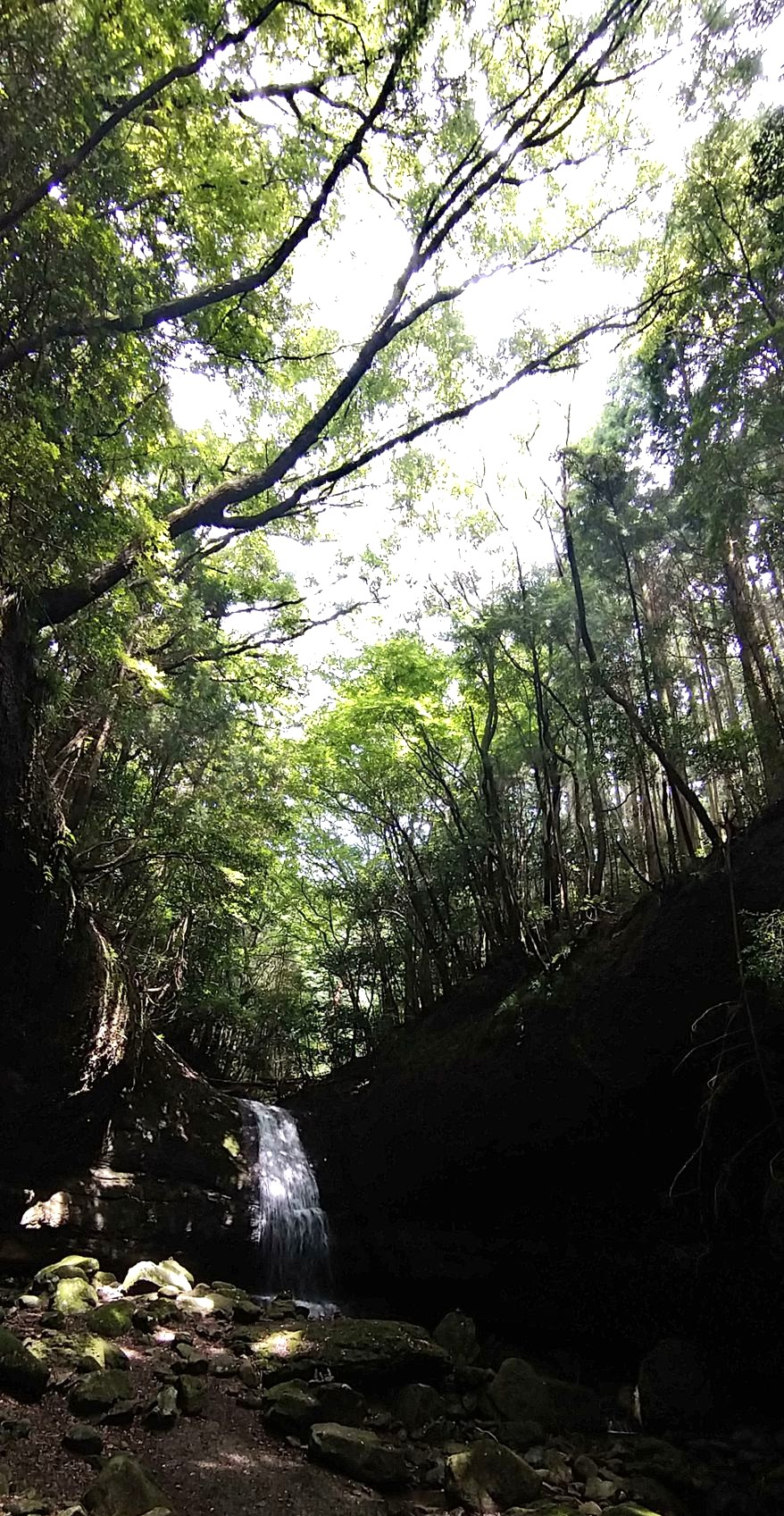
滑川渓谷　龍の腹

徳島県
祖谷渓（三好市）
大歩危・小歩危（三好市・大豊町）
高の瀬峡（那賀町）
鷲敷ライン（那賀町）
歩危峡（那賀町）
立川渓谷（勝浦町）
剣峡（美馬市）
一宇峡（つるぎ町）
紅葉川渓谷（那賀町）
殿川内渓谷（上勝町）
嵯峨峡（佐那河内村）
香川県
寒霞渓（小豆島）
銚子渓（小豆島）
美霞洞渓谷（まんのう町）
愛媛県
滑床渓谷（松野町・宇和島市） - 足摺宇和海国立公園
面河渓（久万高原町） - 石鎚国定公園、〈名勝〉
別子ライン（新居浜市）
成川渓谷（松野町）
鈍川渓谷（今治市）
横吹渓谷（宇和島市）
阿歌古渓谷（東温市）
高瀑渓／高瀑渓谷（西条市）
止呂峡（西条市）
名古瀬谷（西条市）
鞍瀬渓谷（西条市）
滑川渓谷（東温市）
三碧峡（西条市）
富郷渓谷（四国中央市）
遠登志渓谷（新居浜市）
用の谷渓谷（大洲市）
黒川渓谷（久万高原町）
小田深山渓谷（内子町）
薬師谷渓谷（宇和島市）
桂川渓谷（西予市野村町）
節安渓谷（鬼北町）
三滝渓谷（西予市城川町）
高知県
中津渓谷（仁淀川町）
安居渓谷（仁淀川町）
別府峡（香美市）
白猪谷渓谷（いの町）
中追渓谷（いの町）
笹渓谷（香美市）
不入渓谷（津野町）
出井渓谷（宿毛市）
西熊渓谷（香美市物部町）
西川渓谷（馬路村）
東川渓谷（馬路村）
河野渓谷（香美市香北町）
汗見川渓谷（本山町）
奥吉野渓谷（いの町）
瀬戸川渓谷（土佐町）
岩屋川渓谷（仁淀川町）

## 九州

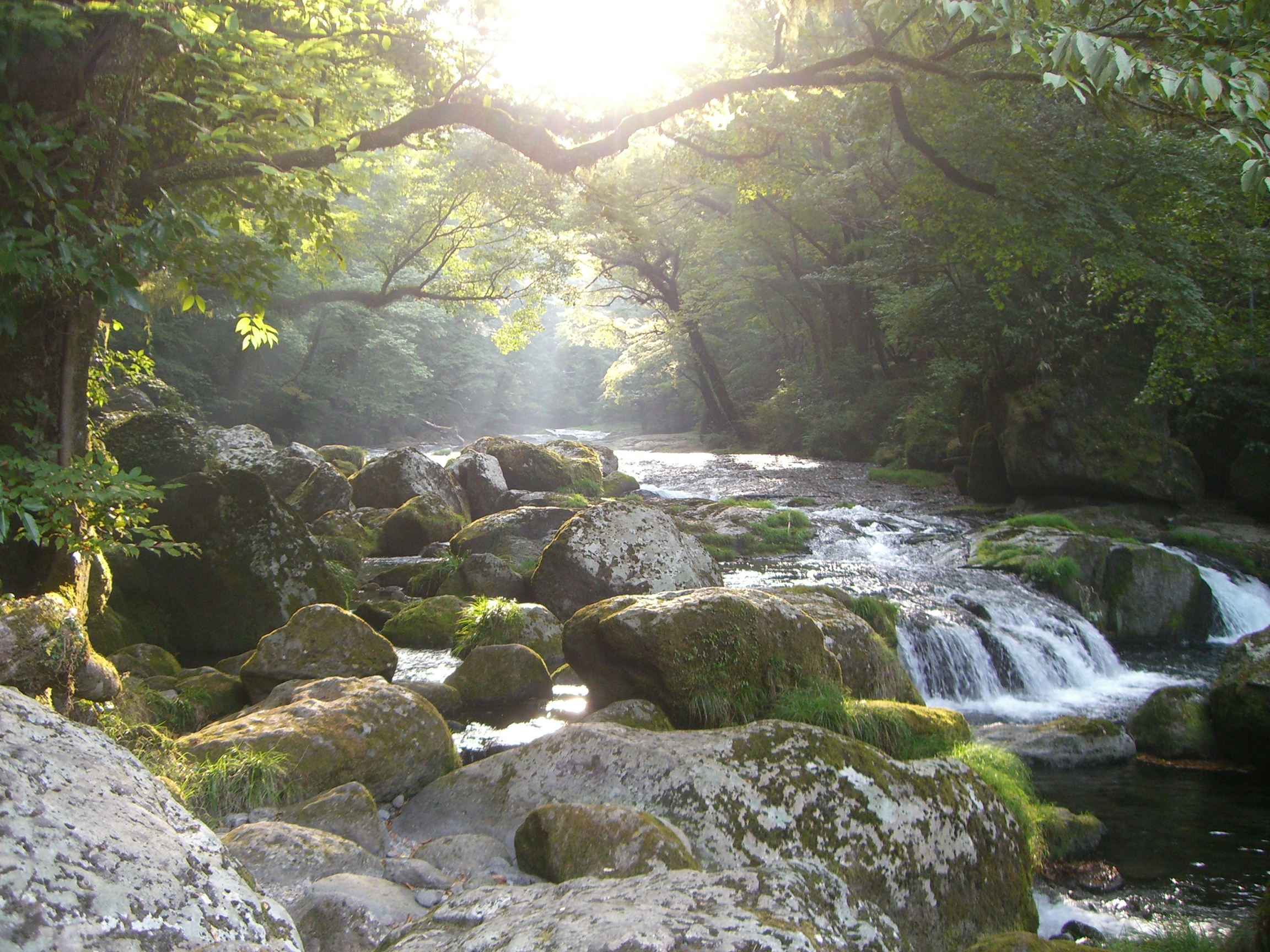
菊池渓谷

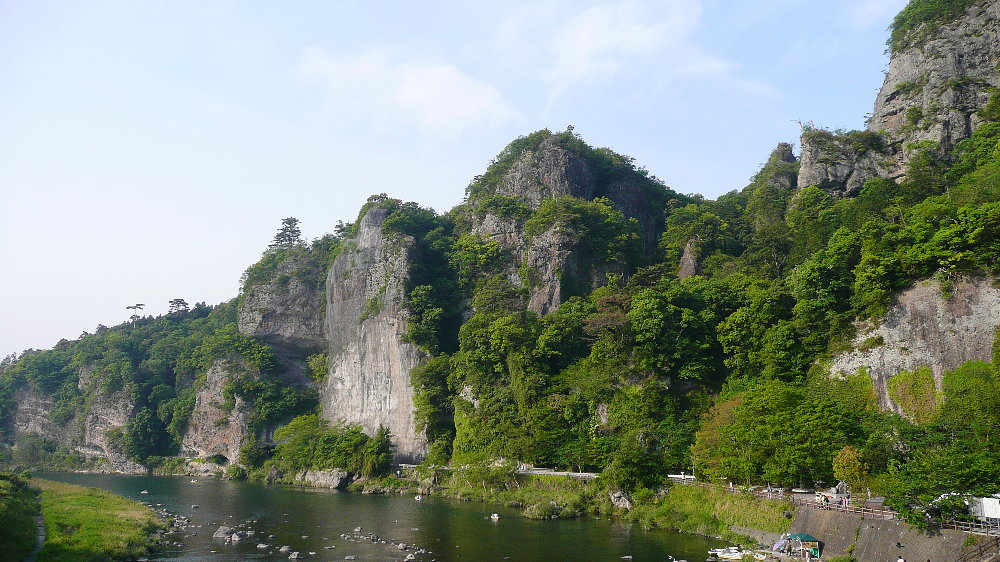
耶馬渓

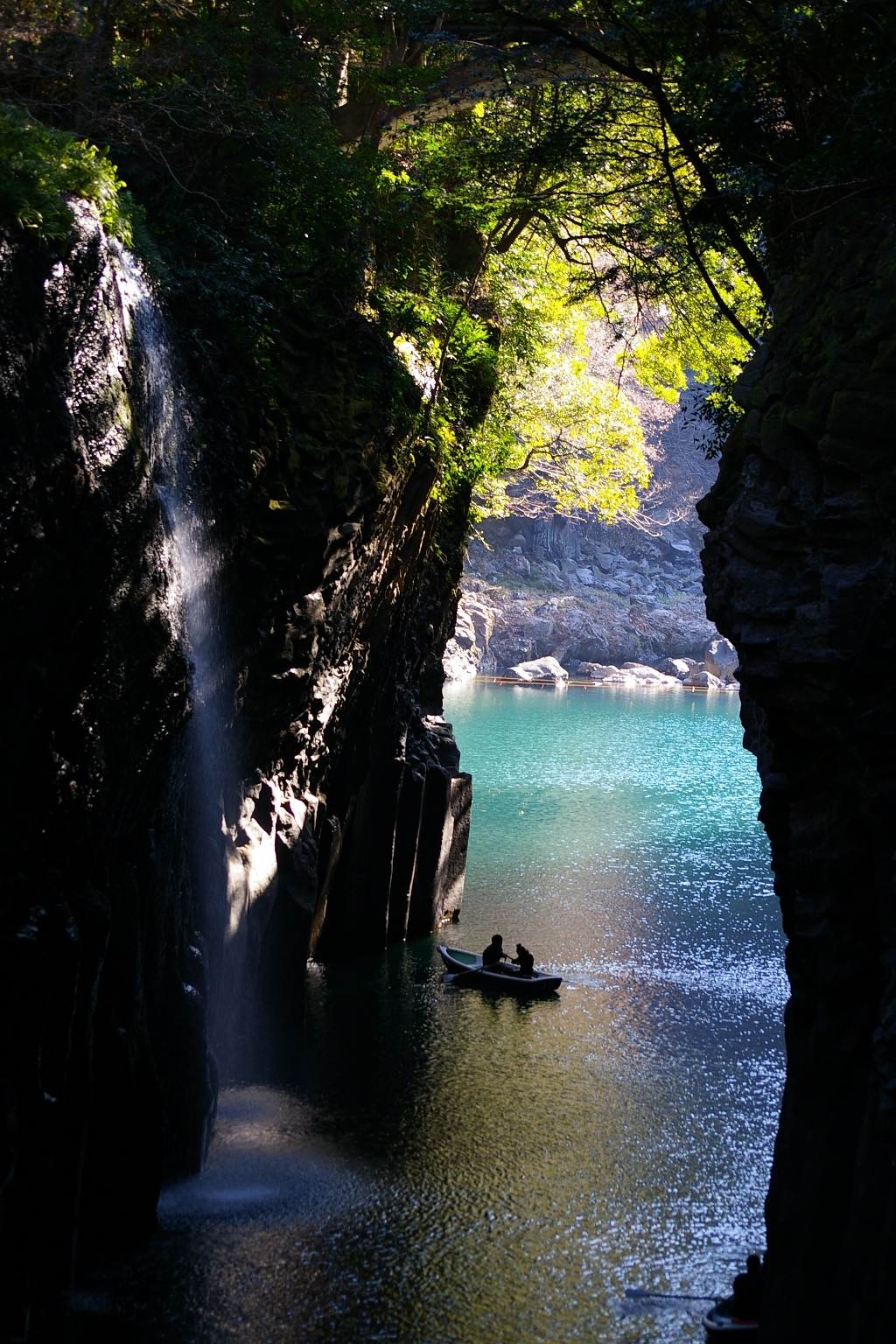
高千穂峡

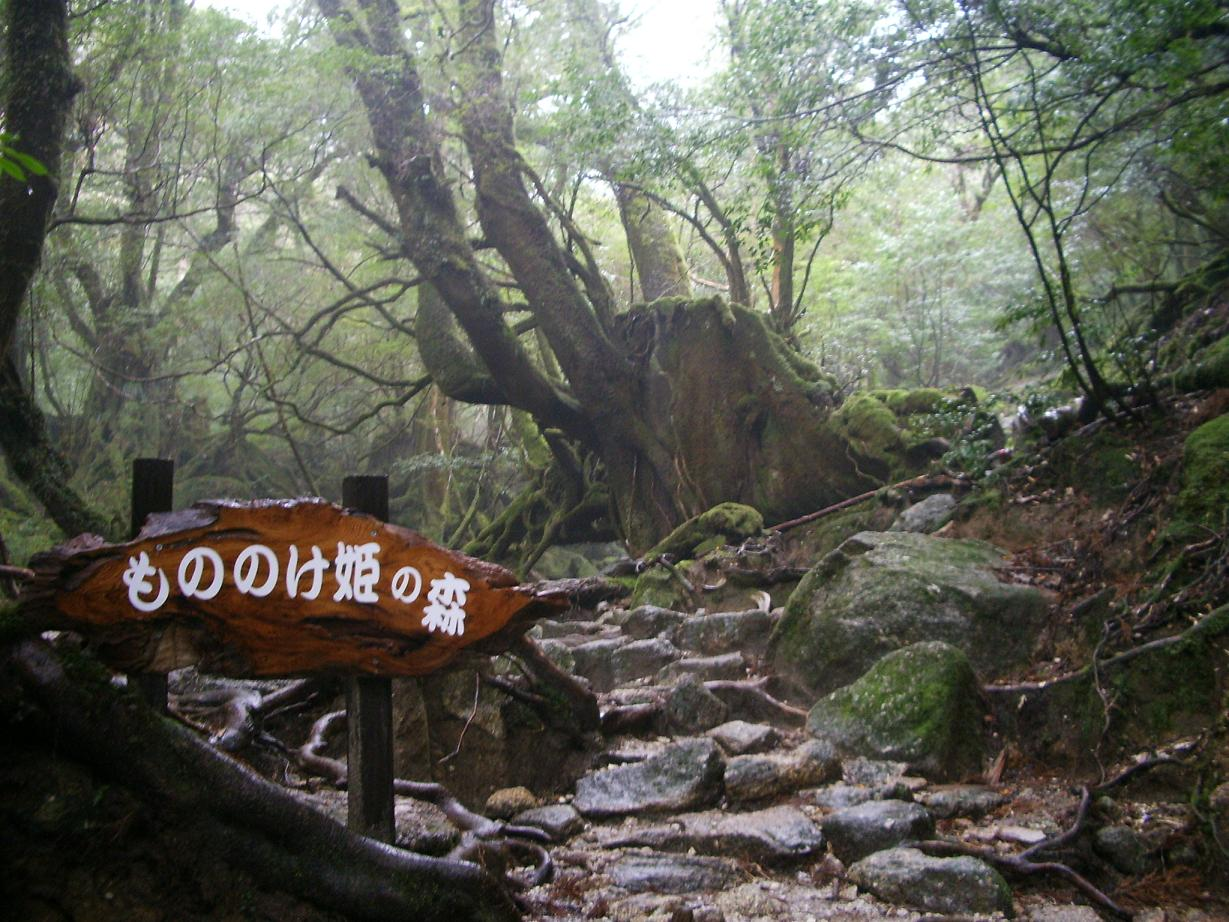
白谷雲水峡

福岡県
日向神峡
筑紫耶馬渓
上野峡
野河内渓谷（福岡市早良区）
千石峡（福智町）
竜王峡（直方市）
深倉峡
内ヶ磯渓谷（直方市）
佐賀県
川上峡
竜門峡
能古見峡
長崎県
轟渓流（轟峡とも）
千綿渓谷（千綿渓とも）
富川渓谷
黒木渓谷
岩背戸渓谷
熊本県
菊池渓谷
矢谷渓谷
井戸江峡
仙酔峡
蘇陽峡
遊水峡
立神峡
岳間渓谷
緑仙峡
内大臣峡
船津峡
下梶原渓谷
マゼノ渓谷
大分県
耶馬渓
九酔渓
藤河内渓谷
由布川峡谷
白馬渓
岳切渓谷
犬江釜峡
奥岳渓谷
鳴川渓谷
薬師渓谷
神原渓谷
国東耶馬渓（夷耶馬、天念寺耶馬、田染耶馬、鬼城耶馬、黒土耶馬、文殊耶馬、千灯耶馬、岩戸耶馬）
宮崎県
高千穂峡
杉安峡
狗留孫峡／クルソン峡
三之宮峡
猪八重渓谷
祝子川渓谷
五ヶ瀬渓谷
尾前渓谷
椎葉渓谷
綾川渓谷
赤池渓谷
日之影渓谷
見立渓谷
小丸川渓谷
加江田渓谷
長田峡
鹿児島県
白谷雲水峡
唐船峡
奥十曽渓谷
大川原峡
花房峡
大鳥峡
雄川渓谷
猿ヶ城渓谷
高隈渓谷
沖縄県
大井渓谷